# Lista odcinków serialu Flash (2014)
Poniżej znajduje się lista odcinków serialu telewizyjnego Flash – emitowanego przez amerykańską stację telewizyjną The CW od 7 października 2014 roku. W Polsce serial emitowany jest przez TV Puls od 2 listopada 2015 roku.
Drugi sezon The Flash jest emitowany w Polsce od 18 kwietnia 2016 roku przez AXN.

## Przegląd sezonów
| Sezon | Sezon | Odcinki | Pierwsza emisja The CW | Pierwsza emisja The CW | Pierwsza emisja TV Puls (seria 1)/ AXN (serie 2-6)/ AXN Black (serie 7-8)/ Netflix Polska (seria 9) | Pierwsza emisja TV Puls (seria 1)/ AXN (serie 2-6)/ AXN Black (serie 7-8)/ Netflix Polska (seria 9) |
| Sezon | Sezon | Odcinki | Premiera sezonu        | Finał sezonu           | Premiera sezonu                                                                                     | Finał sezonu                                                                                        |
| ----- | ----- | ------- | ---------------------- | ---------------------- | --------------------------------------------------------------------------------------------------- | --------------------------------------------------------------------------------------------------- |
|       | 1     | 23      | 7 października 2014    | 19 maja 2015           | 2 listopada 2015                                                                                    | 2 grudnia 2015                                                                                      |
|       | 2     | 23      | 6 października 2015    | 24 maja 2016           | 18 kwietnia 2016                                                                                    | 4 lipca 2016                                                                                        |
|       | 3     | 23      | 4 października 2016    | 23 maja 2017           | 20 lutego 2017                                                                                      | 14 sierpnia 2017                                                                                    |
|       | 4     | 23      | 10 października 2017   | 22 maja 2018           | 11 maja 2018                                                                                        | 13 października 2018                                                                                |
|       | 5     | 22      | 9 października 2018    | 14 maja 2019           | 4 października 2019                                                                                 | 4 listopada 2019                                                                                    |
|       | 6     | 19      | 8 października 2019    | 12 maja 2020           | 3 listopada 2020                                                                                    | 30 listopada 2020                                                                                   |
|       | 7     | 18      | 2 marca 2021           | 20 lipca 2021          | 19 maja 2023                                                                                        | 1 czerwca 2023                                                                                      |
|       | 8     | 20      | 16 listopada 2021      | 29 czerwca 2022        | 1 czerwca 2023                                                                                      | 15 czerwca 2023                                                                                     |
|       | 9     | 13      | 8 lutego 2023          | 24 maja 2023           | 1 września 2024                                                                                     | 1 września 2024                                                                                     |

## Sezon 1 (2014–2015)
| 1 | 1  | Pilot (wcześniej jako City of Heroes) | Pilot                                | David Nutter      | Greg Berlanti, Andrew Kreisberg, Geoff Johns                     | 7 października 2014  | 2 listopada 2015  |
| 24-letni śledczy policyjny, Barry Allen podczas wybuchu Akceleratora cząsteczek zostaje porażony piorunem w wyniku czego po 9 miesiącach śpiączki orientuje się, że posiada nadludzką prędkość, którą postanawia wykorzystać do walki ze złem. Gościnnie: Michelle Harrison jako Nora Allen; Chad Rook jako Clyde Mardon; Patrick Sabongui jako David Singh; Al Sapienza jako Fred Chyre; John Wesley Shipp jako Henry Allen Gość specjalny: Stephen Amell jako Oliver Queen/Arrow |    |                                       |                                      |                   |                                                                  |                      |                   |
| 2 | 2  | Fastest Man Alive                     | Najszybszy człowiek na świecie       | David Nutter      | Greg Berlanti, Andrew Kreisberg, Geoff Johns                     | 14 października 2014 | 2 listopada 2015  |
| Kiedy sześciu przestępców pojawia się w mieście, Barry postanawia ich powstrzymać. Joe nie jest przekonany, czy Barry powinien ryzykować swoje życie. Okazuje się, że cała sytuacja to sprawka meta-człowieka, który potrafi się klonować. Tymczasem Iris jest coraz bardziej zafascynowana czerwoną smugą. Gościnnie: Patrick Sabongui jako David Singh; Michael Christopher Smith jako Danton Black/Multiplex; William Sadler jako Simon Stagg; John Wesley Shipp jako Henry Allen |    |                                       |                                      |                   |                                                                  |                      |                   |
| 3 | 3  | Things You Can't Outrun               | Rzeczy, przed którymi nie uciekniesz | Jesse Warn        | Alison Schapker, Grainne Godfree                                 | 21 października 2014 | 3 listopada 2015  |
| Barry oraz drużyna Flasha pracują nad powstrzymaniem Kyle'a Nimbusa, meta-człowieka, który potrafi zamieniać się w trujący gaz. Wracają także do bolesnej nocy, kiedy Akcelerator wybuchł i zabił narzeczonego Caitlin. Joe postanawia po latach odwiedzić Henry'ego w więzieniu, jednak sprawy przybierają niespodziewany obrót, kiedy Kyle chcąc zemścić się na Joem, atakuje go. Gościnnie: Robbie Amell jako Ronnie Raymond; Anthony Carrigan jako Kyle Nimbus/The Mist, Patrick Sabongui jako David Singh, John Wesley Shipp jako Henry Allen |    |                                       |                                      |                   |                                                                  |                      |                   |
| 4 | 4  | Going Rogue                           | Po złej stronie                      | Glen Winter       | Geoff Johns, Kai Yu Wu                                           | 28 października 2014 | 4 listopada 2015  |
| Felicity pojawia się w Central City, by zobaczyć na własne oczy nowe umiejętności Barry'ego, jednak ten staje do walki z Leonardem Snartem, liderem grupy przestępczej, który będąc w posiadaniu lodowego działka Cisco sieje postrach w mieście. Gościnnie: Wentworth Miller jako Leonard Snart/Captain Cold; Patrick Sabongui jako David Singh Gość specjalny: Emily Bett Rickards jako Felicity Smoak |    |                                       |                                      |                   |                                                                  |                      |                   |
| 5 | 5  | Plastique                             | Plastik                              | Dermott Downs     | Aaron Helbing, Todd Helbing, Brooke Eikmeier                     | 11 listopada 2014    | 5 listopada 2015  |
| Kiedy w mieście wybucha bomba, Drużyna Flasha odkrywa, że jest to sprawka nowego meta-człowieka, Bette, która zamienia wszystko, czego dotknie, w bombę. Drużyna chce pomóc kobiecie w kontrolowaniu jej mocy, jednak armia na czele z generałem Eilingiem poluje na kobietę. Gościnnie: Kelly Frye jako Bette Sans Souci/Plastique; Patrick Sabongui jako David Singh Gość specjalny: Clancy Brown jako Wade Eiling |    |                                       |                                      |                   |                                                                  |                      |                   |
| 6 | 6  | The Flash Is Born                     | Narodziny Flasha                     | Millicent Shelton | Jaime Paglia, Chris Rafferty                                     | 18 listopada 2014    | 6 listopada 2015  |
| Barry staje twarzą w twarz z nowym meta-człowiekiem, w którym rozpoznaje szkolnego łobuza, który się nad nim pastwił w szkole. Blog Iris wpędza ją w poważne tarapaty, a Joe prosi o pomoc Wellsa w rozwiązaniu sprawy morderstwa Nory Allen. Gościnnie: Greg Finley jako Tony Woodward/Girder; Patrick Sabongui jako David Singh |    |                                       |                                      |                   |                                                                  |                      |                   |
| 7 | 7  | Power Outage                          | Awaria prądu                         | Larry Shaw        | Alison Schapker, Grainne Godfree                                 | 25 listopada 2014    | 9 listopada 2015  |
| Podczas walki z meta-człowiekiem, Farookiem Gibranem, który absorbuje energię elektryczną, Barry traci swoje moce. Wells, Cisco i Caitlin pracują nad odzyskaniem mocy Barry'ego, jednak w Star Labs pojawia się Farooq, który chce wyrównać rachunki z Wellsem. Tymczasem William Tockman pojawiając się w CCPD, bierze Iris, Joego i wielu innych policjantów za zakładników. Gościnnie: Greg Finley jako Tony Woodward/Girder, Robert Knepper jako William Tockman/Clock King, Michael Reventar jako Farooq Gibran/Blackout, Patrick Sabongui jako David Singh |    |                                       |                                      |                   |                                                                  |                      |                   |
| 8 | 8  | Flash vs. Arrow                       | Flash kontra Arrow                   | Glen Winter       | Greg Berlanti, Andrew Kreisberg, Ben Sokolowski, Brooke Eikmeier | 2 grudnia 2014       | 10 listopada 2015 |
| Kiedy Oliver, Felicity i John pojawiają się w Central City, Barry łączy siły z Oliverem by pokonać nowego meta-człowieka, który potrafi kontrolować emocje. Jednak między dwójką dochodzi do poważnego spięcia. Iris jest wkurzona, kiedy Eddie chce powstrzymać Flasha, a Joe i Wells chcą przekonać Barry'ego do zakończenia współpracy z Arrowem. Gościnnie: Paul Anthony jako Roy Bivolo/Rainbow Raider, Anna Hopkins jako Samantha Clayton, Patrick Sabongui jako David Singh, Robbie Amell jako Firestorm Goście specjalni: Stephen Amell jako Oliver Queen/Arrow; Emily Bett Rickards jako Felicity Smoak; David Ramsey jako John Diggle Nota: Odcinek jest pierwszą częścią crossoveru kontynuowanego w 54 odcinku serialu Arrow.                      |    |                                       |                                      |                   |                                                                  |                      |                   |
| 9 | 9  | The Man in the Yellow Suit            | Człowiek w żółtym kombinezonie       | Ralph Hemecker    | Todd Helbing, Aaron Helbing                                      | 9 grudnia 2014       | 12 listopada 2015 |
| Podczas świąt, Barry wyznaje Iris co do niej czuje. Świąteczną atmosferę psuje powrót człowieka w żółtym stroju, który zabił matkę Barry'ego. Tymczasem Caitlin odkrywa, że jej narzeczony, Ronnie, nie zginął w wybuchu akceleratora i teraz jest meta-człowiekiem. Gościnnie: Robbie Amell jako Firestrom; Michelle Harrison jako Nora Allen; Amanda Pays jako Tina McGee; John Wesley Shipp jako Henry Allen |    |                                       |                                      |                   |                                                                  |                      |                   |
| 10 | 10 | Revenge of the Rogues                 | Zemsta złoczyńców                    | Nick Copus        | Geoff Johns, Kai Yu Wu                                           | 20 stycznia 2015     | 13 listopada 2015 |
| Leonard Snart, znany również jako Captain Cold powraca do Central City ze swoim dawnym znajomym, Mickiem Rorym. Dwójka przestępców postanawia ukraść drogocenny obraz i przy okazji pozbyć się Flasha zastawiając na niego pułapkę. Kiedy porywają Caitlin, zmuszają drużynę do działania. Gościnnie: Luc Roderique jako Jason Rusch; Patrick Sabongui jako David Singh Goście specjalni: Wentworth Miller jako Leonard Snart/Captain Cold; Dominic Purcell jako Mick Rory/Heat Wave |    |                                       |                                      |                   |                                                                  |                      |                   |
| 11 | 11 | The Sound and the Fury                | Dźwięk i wściekłość                  | John Showalter    | Alison Schapker, Brooke Eikmeier                                 | 27 stycznia 2015     | 16 listopada 2015 |
| Były protegowany Wellsa, Hartley Rathaway powraca z zamiarem zemsty na doktorze, gdyż wybuch akceleratora poważnie uszkodził jego słuch. Dzięki najnowszej technologii potrafi kontrolować fale dźwiękowe. Hartley uważa, że zna sekret Harrisona Wellsa. Tymczasem Iris rozpoczyna pracę w Central City Picture News, jednak jest rozgoryczona kiedy odkrywa, że jej szef chce by pisała tylko o Flashu. Gościnnie: Tom Butler jako Eric Larkin; Roger Howarth jako Mason Bridge; Andy Mientus jako Hartley Rathaway/Pied Piper; Morena Baccari jako Gideon |    |                                       |                                      |                   |                                                                  |                      |                   |
| 12 | 12 | Crazy For You                         | Szaleję za tobą                      | Rob Hardy         | Aaron Helbing, Todd Helbing                                      | 3 lutego 2015        | 17 listopada 2015 |
| Drużyna Flasha musi złapać kolejnego meta-człowieka, kobietę o imieniu Shawna, która potrafi się teleportować w każde miejsce, które jest w zasięgu jej wzroku. Tymczasem Cisco rozważa niebezpieczną propozycję Hartleya. Gościnnie: Malese Jow jako Linda Park; Andy Mientus jako Hartley Rathaway; Britne Oldford jako Shawna Baez/Peek-a-Boo; Micah Parker jako Clay Parker; John Wesley Shipp jako Henry Allen Gość specjalny: Victor Garber jako Martin Stein |    |                                       |                                      |                   |                                                                  |                      |                   |
| 13 | 13 | The Nuclear Man                       | Chodząca bomba atomowa               | Glen Winter       | Andrew Kreisberg, Katherine Walczak                              | 10 lutego 2015       | 18 listopada 2015 |
| Po tym jak Ronnie atakuje fizyka, Barry i drużyna uświadamiają sobie, że muszą go złapać, gdyż narzeczony Caitlin jest teraz niebezpiecznym meta-człowiekiem. Odkrywają, że mogą go odnaleźć dzięki Martinowi Steinowi, który był odpowiedzialny za projekt F.I.R.E.S.T.O.R.M. Tymczasem Joe prosi o pomoc Cisco w sprawie śledztwa na temat morderstwa Nory Allen. Gościnnie: Bill Dow jako Quentin Quale; Michelle Harrison jako Nora Allen; Isabella Hofmann jako Clarissa Stein; Malese Jow jako Linda Park; Chase Masterson jako Sherry Goście specjalni: Victor Garber jako Martin Stein; Clancy Brown jako Wade Eiling; Robbie Amell jako Firestorm |    |                                       |                                      |                   |                                                                  |                      |                   |
| 14 | 14 | Fallout                               | Opad promieniotwórczy                | Steve Surjik      | Keto Shimizu, Ben Sokolowski                                     | 17 lutego 2015       | 19 listopada 2015 |
| Po tym jak eksplozja nuklearna rozdziela Ronniego i Steina, Barry i drużyna myślą, że obaj mężczyźni są bezpieczni. Kiedy jednak generał Eiling postanawia wykorzystać Firestorma do niecnych celów, Ronnie i profesor Stein muszą zadecydować, czy są bezpieczniejsi jako dwie osoby czy jako jedność. Tymczasem Mason Bridge mówi Iris, że podejrzewa, że w Star Labs dzieje się coś dziwnego. Gościnnie: Roger Howarth jako Mason Bridge; Isabella Hofmann jako Clarissa Stein Goście specjalni: Victor Garber jako Martin Stein/Firestorm; Clancy Brown jako Wade Eiling; Robbie Amell jako Ronnie Raymond/Firestorm |    |                                       |                                      |                   |                                                                  |                      |                   |
| 15 | 15 | Out of Time                           | Nie w porę                           | Thor Freudenthal  | Todd Helbing, Aaron Helbing                                      | 17 marca 2015        | 20 listopada 2015 |
| Mark Mardon znany jako Weather Wizard pojawia się w mieście i szuka zemsty na Joe za zabicie jego brata. Tymczasem Cisco jest o krok od odkrycia tożsamości Reverse-Flasha i prosi o pomoc Caitlin. Gościnnie: Liam McIntyre jako Mark Mardon/Weather Wizard; Roger Howarth jako Mason Bridge; Malese Jow jako Linda Park; Chad Rook jako Clyde Mardon; Patrick Sabongui jako David Singh |    |                                       |                                      |                   |                                                                  |                      |                   |
| 16 | 16 | Rogue Time                            | Czas złoczyńców                      | John Behring      | Grainne Godfree, Brooke Eikmeier, Kai Yu Wu                      | 24 marca 2015        | 23 listopada 2015 |
| Drużyna Flasha odkrywa, że Snart i Rory powrócili do Central City i teraz pracują z młodszą siostrą Snarta, Lisą. Celem przestępców staje się Cisco i jego brat, Dante. Gościnnie: Peyton List jako Lisa Snart; Liam McIntyre jako Mark Mardon/Weather Wizard; Nicholas Gonzalez jako Dante Ramon; Roger Howarth jako Mason Bridge; Malese Jow jako Linda Park; Patrick Sabongui jako David Singh; Morena Baccarin jako Gideon Goście specjalni: Dominic Purcell jako Mick Rory/Heat Wave; Wentworth Miller jako Leonard Snart/Captain Cold |    |                                       |                                      |                   |                                                                  |                      |                   |
| 17 | 17 | Tricksters                            | Tricksterzy                          | Ralph Hemecker    | Andrew Kreisberg                                                 | 31 marca 2015        | 24 listopada 2015 |
| Kiedy w mieście zaczyna grasować przestępca, który nazywa siebie Trickster, Barry i Joe postanawiają poprosić o pomoc Jamesa Jesse, pierwszego Trickstera, który obecnie przebywa w Iron Heights. Sprawy przybierają niespodziewany obrót, kiedy młody Trickster łączy siły z Jamesem i razem sieją spustoszenie w mieście. Gościnnie: Matt Letscher jako Eobard Thawne/Reverse-Flash; Bre Blair jako Tess Morgan; Vito D'Ambrosio jako Anthony Bellows; Devon Graye jako Axel Walker/The Trickster; Michelle Harrison jako Nora Allen; Patrick Sabongui jako David Singh; John Wesley Shipp jako Henry Allen; Morena Baccarin jako Gideon Gość specjalny: Mark Hamill jako James Jesse/Trickster                                                              |    |                                       |                                      |                   |                                                                  |                      |                   |
| 18 | 18 | All-Star Team-Up                      | Wszyscy razem!                       | Kevin Tancharoen  | Grainne Godfree, Kai Yu Wu                                       | 14 kwietnia 2015     | 25 listopada 2015 |
| Do Central City przybywają Felicity oraz jej chłopak, Ray, który prosi Cisco o pomoc z jego kombinezonem. Tymczasem w mieście grasuje przestępczyni, Brie Larvan, która za pomocą swoich robotycznych pszczół, morduje swoich dawnych współpracowników, w tym także Dr. McGee. Gościnnie: Amanda Pays jako Tina McGee; Emily Kinney jako Brie Larvan/Bug-Eyed Bandit Goście specjalni: Emily Bett Rickards jako Felicity Smoak; Brandon Routh jako Ray Palmer/The Atom |    |                                       |                                      |                   |                                                                  |                      |                   |
| 19 | 19 | Who Is Harrison Wells?                | Kim jest Harrison Wells?             | Wendey Stanzler   | Ray Utarnachitt, Cortney Norris                                  | 21 kwietnia 2015     | 26 listopada 2015 |
| Joe i Cisco wybierają się do Star City, by kontynuować swoje śledztwo w sprawie Wellsa. W mieście otrzymują pomoc od Quentina Lance'a, a Cisco poznaje jego córkę, Laurel Lance, która prosi Cisco o pomoc. Tymczasem Barry walczy z meta-człowiekiem, który może przybierać postać każdej osoby, którą dotknie. Gościnnie: Martin Novotny jako Hannibal Bates; Danielle Nicolet jako Cecille Horton; Patrick Sabongui jako David Singh; Atlin Mitchell jako Nina/Hannibal Bates; Chris Webb jako złodziej biżuterii/Hannibal Bates; Laiken Laverock jako Hannibal Bates Goście specjalni: Katie Cassidy jako Laurel Lance; Paul Blackthorne jako Quentin Lance                                                                                                |    |                                       |                                      |                   |                                                                  |                      |                   |
| 20 | 20 | The Trap                              | Pułapka                              | Steve Shill       | Alison Schapker, Brooke Eikmeier                                 | 28 kwietnia 2015     | 27 listopada 2015 |
| Kiedy drużyna stara się złapać Wellsa na gorącym uczynku, Cisco decyduje się zostać przynętą, jednak sprawy wymykają się spod kontroli. Tymczasem Eddie podejmuje poważną decyzję względem Iris co nie podoba się Joe. Gościnnie: Patrick Sabongui jako David Singh; Martin Novotny jako Hannibal Bates |    |                                       |                                      |                   |                                                                  |                      |                   |
| 21 | 21 | Grodd Lives                           | Grodd                                | Dermott Downs     | Grainne Godfree, Kai Yu Wu                                       | 5 maja 2015          | 30 listopada 2015 |
| Kiedy Grodd porywa Joe, drużyna musi znaleźć sposób na pokonanie telepatycznego goryla i uwolnienie Joego. Tymczasem Iris zmaga się z odkryciem, że Barry to Flash. Gościnnie: Patrick Sabongui jako David Singh Gość specjalny: Clancy Brown jako Wade Eiling/Goldfinger |    |                                       |                                      |                   |                                                                  |                      |                   |
| 22 | 22 | Rogue Air                             | Niebezpieczne lotnisko               | Doug Aarniokoski  | Aaron Helbing, Todd Helbing                                      | 12 maja 2015         | 1 grudnia 2015    |
| Kiedy Barry odkrywa, że Wells po raz kolejny zdobył przewagę, postanawia zwrócić się o pomoc do dawnego wroga, Leonarda Snarta. Joe i Caitlin ostrzegają go, że Coldowi nie można ufać. Wkrótce wychodzi na jaw, że Snart ma plany co do meta-ludzi uwięzionych w Star Labs. Gościnnie: Peyton List jako Lisa Snart/Golden Glider; Liam McIntyre jako Mark Mardon/Weather Wizard; Danielle Nicolet jako Cecille Horton; Britne Oldford jako Shawna Baez/Peek-a-Boo; Doug Jones jako Jake Simmons/Deathbolt; Paul Anthony jako Roy Bivolo/Rainbow Raider; Anthony Carrigan jako Kyle Nimbus/The Mist Goście specjalni: Stephen Amell jako Oliver Queen/Al Sah-him; Robbie Amell jako Ronnie Raymond/Firestorm; Wentworth Miller jako Leonard Snart/Captain Cold |    |                                       |                                      |                   |                                                                  |                      |                   |
| 23 | 23 | Fast Enough                           | Wystarczająco szybki                 | Dermott Downs     | Greg Berlanti, Andrew Kreisberg, Gabrielle Stanton               | 19 maja 2015         | 2 grudnia 2015    |
| Wells oferuje Barry'emu propozycje, która może zmienić jego życie. Ronnie i profesor Stein powracają by pomóc drużynie podczas walki. Cisco odkrywa wielki sekret o sobie. Gościnnie: Matt Letscher jako Eobard Thawne/Reverse-Flash; John Wesley Shipp jako Henry Allen; Michelle Harrison jako Nora Allen; Patrick Sabongiu jako David Singh Goście specjalni: Robbie Amell jako Ronnie Raymond; Victor Garber jako Martin Stein; Wentworth Miller jako Leonard Snart/Captain Cold |    |                                       |                                      |                   |                                                                  |                      |                   |

## Sezon 2 (2015–2016)
11 stycznia 2015 roku stacja The CW zamówiła 2 sezon serialu.
| 24 | 1  | The Man Who Saved Central City | Człowiek, który uratował Central City        | David Nutter        | Greg Berlanti, Andrew Kreisberg, Gabrielle Stanton           | 6 października 2015  | 18 kwietnia 2016 |
| 5 miesięcy po pojawieniu się osobliwości w Central City, Barry nadal nie może sobie wybaczyć śmierci Eddiego. Nie chcąc narażać przyjaciół i rodziny, odpycha ich od zespołu, by bronić miasta na własną rękę. Kiedy meta-człowiek, Atom-Smasher, pojawia się w mieście, Iris próbuje przekonać Barry'ego by pozwolił drużynie pomóc mu. Gościnnie: Teddy Sears jako Jay Garrick; Vito D'Ambrosio jako Anthony Bellows; Isabella Hofmann jako Clarissa Stein; Patrick Sabongui jako David Singh; Adam Copeland jako Al Rothstein i Al Rothstein/Atom-Smasher; John Wesley Shipp as Henry Allen Goście specjalni: Robbie Amell jako Ronnie Raymond/Firestorm; Rick Cosnett jako Eddie Thawne; Wentworth Miller jako Leonard Snart/Captain Cold; Victor Garber jako Martin Stein; Dominic Purcell jako Mick Rory/Heat Wave |    |                                |                                              |                     |                                                              |                      |                  |
| 25 | 2  | Flash of Two Worlds            | Flash z dwóch światów                        | Jesse Warn          | Aaron Helbing, Todd Helbing                                  | 13 października 2015 | 18 kwietnia 2016 |
| Jay Garrick, tajemniczy człowiek z Ziemi-2, pojawia się w Star Labs by ostrzec Barry'ego przed złym sprinterem o imieniu Zoom, który chce zniszczyć Flasha. Barry musi zdecydować czy zaufać nieznajomemu i przyjąć jego pomoc kiedy w mieście pojawia się nowy niebezpieczny meta-człowiek. Tymczasem Joe musi sobie poradzić ze zdeterminowaną policjantką, Patty Spivot, która chce dołączyć do jego jednostki do walki z meta-ludźmi. Gościnnie: Teddy Sears jako Jay Garrick/Flash; Kett Turton jako Eddie Slick i Eddie Slick/Sand Demon; Vanessa Williams jako Francine West; Shantel VanSanten jako Patty Spivot Gość specjalny: Victor Garber jako Martin Stein |    |                                |                                              |                     |                                                              |                      |                  |
| 26 | 3  | Family of Rogues               | Co za rodzinka!                              | John Showalter      | Julian Meiojas, Katherine Walczak                            | 20 października 2015 | 25 kwietnia 2016 |
| Kiedy Barry i drużyna odkrywają, że Snart został porwany, łączą siły z jego siostrą, Lisą. Okazuje się jednak, że Snart pracuje ze swoim ojcem. Tymczasem Joe staje przed trudną decyzją. Gościnnie: Teddy Sears jako Jay Garrick; Shantel VanSanten jako Patty Spivot; Michael Ironside jako Lewis Snart; Peyton List jako Lisa Snart; Malese Jow jako Linda Park; Vanessa Williams jako Francine West; Goście specjalni: Victor Garber jako Martin Stein; Wentworth Miller jako Leonard Snart/Captain Cold |    |                                |                                              |                     |                                                              |                      |                  |
| 27 | 4  | The Fury of Firestorm          | Moc Firestorma                               | Stefan Pleszczynski | Kai Yu Wu, Joe Peracchio                                     | 27 października 2015 | 25 kwietnia 2016 |
| Barry, Caitlin i Cisco poszukują drugiej osoby, która będzie w stanie połączyć się z profesorem Steinem i zostanie razem z nim Firestormem. Kiedy znajdują perfekcyjnego kandydata, Jeffersona Jacksona, Caitlin nie jest pewna czy chłopak będzie odpowiednim zastępcą jej męża. Iris zaskakuje Joe, a Barry i Patty zbliżają się do siebie. Gościnnie: Amanda Pays jako Tina McGee; Shantel VanSanten jako Patty Spivot; Vanessa Williams jako Francine West; Demore Barnes jako Henry Hewitt Gość specjalny: Victor Garber jako Martin Stein/Firestorm; Franz Drameh jako Jefferson Jackson/Firestorm |    |                                |                                              |                     |                                                              |                      |                  |
| 28 | 5  | The Darkness and the Light     | Ciemność i światło                           | Steve Shill         | Ben Sokolowski, Grainne Godfree                              | 3 listopada 2015     | 2 maja 2016      |
| Barry odkrywa, że kolejny meta-człowiek z Ziemi-2, Dr. Light przeszedł przez szczelinę i znajduje się w Cental City. Jay mówi Barry'emu, że Dr. Light nie stanowi zagrożenia. Jednak podczas walki z Flashem, Dr. Light oślepia go oraz ujawnia nowe informacje o Zoomie. Drużyna Flasha jest zszokowana wizytą niespodziewanego gościa, który wyjawia drużynie sekret Cisco. Gościnnie: Shantel VanSanten jako Patty Spivot; Teddy Sears jako Jay Garrick/Flash; Violett Beane jako Jesse Wells; Malese Jow jako Linda Park i Linda Park/Dr. Light; Tom Butler jako Eric Larkin Gość specjalny: Ciara Renée jako Kendra Saunders |    |                                |                                              |                     |                                                              |                      |                  |
| 29 | 6  | Enter Zoom                     | Zoom wkracza do gry                          | JJ Makaro           | Gabrielle Stanton, Brooke Eikmeier                           | 10 listopada 2015    | 2 maja 2016      |
| Po ostatnich wydarzeniach, Barry decyduje się w końcu stawić czoła Zoomowi i wpada na niebezpieczny plan. Caitlin uważa, że to niebezpieczne żeby Barry walczył z demonem szybkości. Tymczasem Iris okazuje wsparcie i przyprowadza zaskakującego sojusznika. Gościnnie: Violett Beane jako Jesse Wells; Malese Jow jako Linda Park i Linda Park/Dr. Light; Shantel VanSanten jako Patty Spivot; Patrick Sabongui jako David Singh |    |                                |                                              |                     |                                                              |                      |                  |
| 30 | 7  | Gorilla Warfare                | Goryle atakują                               | Viet Nguyen         | Justin Halpern, Patrick Schumacker                           | 17 listopada 2015    | 9 maja 2016      |
| Grodd powraca do Central City i porywa Caitlin. Barry i drużyna muszą śpieszyć się by ją uratować zanim będzie za późno. Tymczasem Cisco planuje swoją pierwszą randkę z baristką, Kendrą Saunders. Patty zaczyna podejrzewać, że Barry coś przed nią ukrywa. Gościnnie: John Wesley Shipp jako Henry Allen; Shantel VanSanten jako Patty Spivot Gość specjalny: Ciara Renée jako Kendra Saunders/Hawkgirl |    |                                |                                              |                     |                                                              |                      |                  |
| 31 | 8  | Legends of Today               | Legends of Today (Legendy dnia dzisiejszego) | Ralph Hemecker      | Greg Berlanti, Andrew Kreisberg, Aaron Helbing, Todd Helbing | 1 grudnia 2015       | 9 maja 2016      |
| Vandal Savage przybywa do Central City z zamiarem zgładzenia Kendry Saunders. Kiedy złoczyńca atakuje dziewczynę i Cisco, zwracają się o pomoc do Barry'ego. Kiedy Barry orientuje się jak potężnym zagrożeniem jest Savage, Barry zabiera Kendre do Star City by poprosić Olivera i jego drużynę o pomoc. Jednak wydarzenia przybierają niezbyt przyjemny zwrot, kiedy tajemniczy mężczyzna ze skrzydłami porywa Kendre. Tymczasem Harry tworzy serum, które może pomóc Barry'emu biegać szybciej. Gościnnie: Teddy Sears jako Jay Garrick; Casper Crump jako Vandal Savage; Falk Hentschel jako Carter Hall i Khufu; Anna Hopkins jako Samantha Clayton; Shantel VanSanten jako Patty Spivot Goście specjalni: Stephen Amell jako Oliver Queen/Spartan; Willa Holland jako Thea Queen/Speedy; John Barrowman jako Malcolm Merlyn; Neal McDonough jako Damien Darhk; Emily Bett Rickards jako Felicity Smoak; Ciara Renée jako Kendra Saunders/Hawkgirl; David Ramsey jako John Diggle/Spartan Nota: Odcinek jest pierwszą częścią crossoveru kontynuowanego w 77 odcinku serialu Arrow. Obie części uznawane są za początek serialu DC’s Legends of Tomorrow. |    |                                |                                              |                     |                                                              |                      |                  |
| 32 | 9  | Running to Stand Still         | Biec, by się zatrzymać                       | Andrew Kreisberg    | Kevin Tancharoen                                             | 8 grudnia 2015       | 16 maja 2016     |
| Mark Mardon powraca by połączyć siły z Tricksterem i Snartem, których uwalnia z więzienia. Snart ostrzega Barry'ego przed dwójką złoczyńców, którzy zamierzają zabić Flasha. Tymczasem Joe i Iris poznają Wally'ego Westa. Gościnnie: Teddy Sears jako Jay Garrick; Shantel VanSanten jako Patty Spivot; Patrick Sabongui jako David Singh; Violett Beane jako Jesse Wells; Liam McIntyre jako Mark Mardon/Weather Wizard Goście specjalni: Mark Hamill jako James Jesse/Trickster; Wentworth Miller jako Leonard Snart |    |                                |                                              |                     |                                                              |                      |                  |
| 33 | 10 | Potential Energy               | Energia potencjalna                          | Rob Hardy           | Bryan Q. Miller                                              | 19 stycznia 2016     | 16 maja 2016     |
| Barry zastanawia się czy powiedzieć Patty, że jest Flashem. Tymczasem Joe i Iris chcą bardziej poznać Wally'ego. Drużyna pracuje nad powstrzymaniem meta-człowieka, który spowalnia czas. Gościnnie: Teddy Sears jako Jay Garrick; Shantel VanSanten jako Patty Spivot; Aaron Douglas jako Russell Glosson/The Turtle; Patrick Sabongui jako David Singh; Matt Letscher jako Eobard Thawne/Reverse-Flash |    |                                |                                              |                     |                                                              |                      |                  |
| 34 | 11 | The Reverse-Flash Returns      | Reverse-Flash powraca                        | Michael Allowitz    | Aaron Helbing, Todd Helbing                                  | 26 stycznia 2016     | 23 maja 2016     |
| Cisco zaczyna mieć wizje z Eobardem Thawnem. Barry i drużyna nie wierzą mu. Jednak po ataku na Mercury Labs, Tina McGee potwierdza, że Reverse-Flash powrócił. Tymczasem Iris i jej matka, Francine dzielą się miłą chwilą, która zbliża Iris do jej brata. Gościnnie: Teddy Sears jako Jay Garrick i Hunter Zolomon; Aaron Douglas jako Russell Glosson; Amanda Pays jako Tina McGee; Shantel VanSanten jako Patty Spivot; Vanessa Williams jako Francine West; Matt Letscher jako Eobard Thawne/Reverse-Flash |    |                                |                                              |                     |                                                              |                      |                  |
| 35 | 12 | Fast Lane                      | Jeszcze szybciej                             | Rachel Talalay      | Brooke Eikmeier, Kai Yu Wu, Joe Peracchio                    | 2 lutego 2016        | 23 maja 2016     |
| Barry łączy siły z Harrym by zamknąć wszystkie szczeliny w mieście, ale muszą w międzyczasie stawić czoła meta-człowiekowi o nazwie Tar Pit, który może zamieniać się w ciekły asfalt. Iris odkrywa, że Wally bierze udział w nielegalnych wyścigach. Kiedy ten nie chce przestać, Iris posuwa się do odważnego kroku, który sprowadza na nią niebezpieczeństwo. Gościnnie: Marco Grazzini jako Joseph Monteleone/Tar Pit |    |                                |                                              |                     |                                                              |                      |                  |
| 36 | 13 | Welcome to Earth-2             | Witamy na Ziemi-2                            | Greg Berlanti       | Andrew Kreisberg, Katherine Walczak                          | 9 lutego 2016        | 30 maja 2016     |
| Barry, Harry i Cisco wybierają się na Ziemie-2 by uratować córkę Harry'ego, Jesse z rąk Zooma. Barry trafia na tamtejsze wersje Iris i Joe, ale nic nie przygotowuje go do spotkania Killer Frost i Deathstroma. Tymczasem, wracając na Ziemie-1, Jay musi przejąć obowiązki Flasha, kiedy w mieście pojawia się niebezpieczny meta-człowiek. Gościnnie: Teddy Sears jako Jay Garrick/Flash; Demore Barnes jako Henry Hewitt; Violett Beane jako Jesse Wells; Michelle Harrison jako matka Barry'ego (głos); Michael Rowe jako Floyd Lawton; Patrick Sabongui jako David Singh i Singh; Adam Stafford jako Adam Fells/Geomancer Gość specjalny: Robbie Amell jako Ronnie Raymond/Deathstorm |    |                                |                                              |                     |                                                              |                      |                  |
| 37 | 14 | Escape from Earth-2            | Ucieczka z Ziemi-2                           | J.J. Makaro         | Todd Helbing, Aaron Helbing, David Kob                       | 16 lutego 2016       | 30 maja 2016     |
| Na Ziemi-2, drużyna musi ścigać się z czasem by znaleźć kryjówkę Zooma. W tym celu proszą o pomoc zaskakującą osobę. Tymczasem na Ziemi-1, Caitlin próbuje udoskonalić Velocity 9 tak by Jay mógł powstrzymać Geomancera. Gościnnie: Teddy Sears jako Jay Garrick; Volett Beane jako Jesse Wells; Demore Barnes jako Henry Hewitt; Tone Bell jako Scott Evans; Adam Stafford jako Adam Fells/Geomancer |    |                                |                                              |                     |                                                              |                      |                  |
| 38 | 15 | King Shark                     | King Shark                                   | Hanelle Culpepper,  | Benjamin Raab, Deric A. Hughes                               | 23 lutego 2016       | 6 czerwca 2016   |
| Kiedy King Shark ucieka z Argusa, Lyla i Diggle zwracają się o pomoc do drużyny Flasha. Drużyna Flasha stara się otrząsnąć o ostatnich wydarzeń. Gościnnie: Audrey Marie Anderson jako Lyla Michaels; Violett Beane jako Jesse Wells; Teddy Sears jako Jay Garrick/Flash/Zoom Gość specjalny: David Ramsey jako John Diggle |    |                                |                                              |                     |                                                              |                      |                  |
| 39 | 16 | Trajectory                     | Trajektoria                                  | Glen Winter         | Lauren Certo, Lilah Vandenburgh                              | 22 marca 2016        | 6 czerwca 2016   |
| Młodsza część drużyny Flasha wybiera się do klubu, gdzie trafiają na nowego sprintera, który okrada ludzi. Nowa sprinterka stawia życie jednego członka drużyny pod znakiem zapytania. Tymczasem Jesse odkrywa coś o swoim ojcu. Gościnnie: Teddy Sears jako Hunter Zolomon/Zoom; Violett Beane jako Jesse Wells; Tone Bell jako Scott Evans; Allison Paige jako Eliza Harmon/Trajectory |    |                                |                                              |                     |                                                              |                      |                  |
| 40 | 17 | Flash Back                     | Skok w przeszłość                            | Alice Troughton     | Aaron Helbing, Todd Helbing                                  | 29 marca 2016        | 13 czerwca 2016  |
| Po szokującym odkryciu, że Jay jest Zoomem, Barry jest bardziej zdeterminowany by go powstrzymać. W tym celu cofa się w czasie by otrzymać pomoc od Eobarda Thawne'a, jednak nie wszystko idzie po jego myśli. Gościnnie: Andy Mientus jako Hartley Rathaway/Pied Piper Gość specjalny: Rick Cosnett jako Eddie Thawne |    |                                |                                              |                     |                                                              |                      |                  |
| 41 | 18 | Versus Zoom                    | Przeciwko Zoomowi                            | Stefan Pleszcynski  | Joe Peracchio, David Kob                                     | 19 kwietnia 2016     | 13 czerwca 2016  |
| Barry wierzy, że jest wystarczająco szybki by pokonać Zooma, więc prosi Cisco by ten otworzył portal na Ziemie-2, jednak Cisco bojąc się swoich mocy nie wie co ma zrobić. Historia Zooma zostaje wyjawiona w formie retrospekcji. Gościnnie: Teddy Sears jako Hunter Zolomon/Zoom |    |                                |                                              |                     |                                                              |                      |                  |
| 42 | 19 | Back to Normal                 | Powrót do normalności                        | John Showalter      | Brooke Roberts, Katherine Walczak                            | 26 kwietnia 2016     | 20 czerwca 2016  |
| Meta-człowiek Griffin Grey myli Harry'ego z Eobardem i porywa go by ten stworzył serum, które mu pomoże. Orientując się, że tylko inny inteligentny Wells może pomóc znaleźć Harry'ego, Barry prosi o pomoc Jesse. Tymczasem Wally wypytuje Joego o Flasha. Gościnnie: Violett Beane jako Jesse Wells; Teddy Sears jako Hunter Zolomon/Zoom; Haig Sutherland jako Griffin Grey |    |                                |                                              |                     |                                                              |                      |                  |
| 43 | 20 | Rupture                        | Rupture                                      | Armen V. Kevorkian  | Kai Yu Wu, Lauren Certo                                      | 3 maja 2016          | 20 czerwca 2016  |
| Zoom powraca na Ziemie-1 z zamiarem przejęcia Central City. Harry postanawia odtworzyć wybuch akceleratora by przywrócić moce Barry'emu. Tymczasem Cisco zaczyna mieć wizje ze złoczyńcą z Ziemi-2 o nazwie Rupture, który jak się okazuje jest sobowtórem jego brata, Dante. Złoczyńca zjawia się na Ziemi-1 by pomścić swojego brata, Reverba. Tymczasem Iris decyduje się w końcu wyznać Barry'emu co do niego czuje. Gościnnie: Teddy Sears jako Hunter Zolomon/Zoom; Violett Beane jako Jesse Wells; Nicholaz Gonzalez jako Dante Ramon i Dante Ramon/Rupture; Patrick Sabongui jako David Singh; John Wesley Shipp jako Henry Allen |    |                                |                                              |                     |                                                              |                      |                  |
| 44 | 21 | The Runaway Dinosaur           | Zbiegły dinozaur                             | Kevin Smith         | Zack Stentz                                                  | 10 maja 2016         | 27 czerwca 2016  |
| Kiedy Barry znika, drużyna musi stawić czoło Griderowi, który powraca do życia i ma dokończyć co zaczął podczas ostatniego ataku. Iris decyduje się zostać przynętą na niego. Tymczasem Barry walczy by powrócić do dawnego życia. Gościnnie: Teddy Sears jako Hunter Zolomon/Zoom; Violett Beane jako Jesse Wells; Greg Finley jako Tony Woodward/Grider; Michelle Harrison jako Nora Allen, John Wesley Shipp jako Henry Allen |    |                                |                                              |                     |                                                              |                      |                  |
| 45 | 22 | Invincible                     | Niepokonany                                  | Jesse Warn          | Greg Berlanti, Andrew Kreisberg, Brooke Roberts, David Kob   | 17 maja 2016         | 27 czerwca 2016  |
| Kiedy Zoom i jego armia atakują Central City, Barry wraz z drużyną muszą znaleźć sposób by powstrzymać wrogów. Wkrótce okazuje się, że liderką złoczyńców jest sobowtór Laurel Lance, Black Siren. Wally wychodzi na ulice by pomóc Flashowi walczyć z armią Zooma co niepokoi Joe. Gościnnie: Teddy Sears jako Hunter Zolomon/Zoom; Violett Beane jako Jesse Wells; John Wesley Shipp jako Henry Allen; Amanda Pays jako Tina McGee; Patrick Sabongui jako David Singh Gość specjalny: Katie Cassidy jako Laurel Lance/Black Siren |    |                                |                                              |                     |                                                              |                      |                  |
| 46 | 23 | The Race of His Life           | Najważniejszy wyścig                         | Antonio Negret      | Aaron Helbing, Todd Helbing                                  | 24 maja 2016         | 4 lipca 2016     |
| Po tym jak Zoom wyjawia swój właściwy plan, Barry musi zrobić wszystko by go powstrzymać. Gościnnie: Teddy Sears jako Hunter Zolomon/Zoom; Violett Beane jako Jesse Wells; John Wesley Shipp jako Henry Allen i Jay Garrick/Flash; Michelle Harrison jako Nora Allen |    |                                |                                              |                     |                                                              |                      |                  |

## Sezon 3 (2016–2017)
11 marca 2016 roku, stacja The CW ogłosiła przedłużenie serialu o 3 sezon
| 47 | 1  | Flashpoint                         | Flashpoint                         | Jesse Warn                      | Greg Berlanti, Andrew Kreisberg, Brooke Roberts              | 4 października 2016  | 20 lutego 2017   |
| Barry żyje w swoim wymarzonym świecie. Jego rodzice są żywi, zaprosił Iris na randkę i w końcu może być normalnym człowiekiem, kiedy Central City ma innego sprintera, Kid Flasha. Wkrótce kiedy Barry zaczyna tracić wspomnienia z poprzedniej linii czasu. Kiedy zdarza się katastrofa, Barry musi zdecydować czy kontynuować życie jako Barry Allen czy powrócić do swojej linii czasu jako Flash. Gościnnie: Alex Désert jako Julio Mendez; Michelle Harrison jako Nora Allen; Todd Lasance jako Edward Clariss/The Rival; John Wesley Shipp jako Henry Allen; Keri Adams jako Bethany Snow Gość specjalny: Matt Letscher jako Eobard Thawne/Reverse-Flash Nieobecny: Tom Cavanagh jako Harrison Wells |    |                                    |                                    |                                 |                                                              |                      |                  |
| 48 | 2  | Paradox                            | Paradoks                           | Ralph Hemecker                  | Aaron Helbing, Todd Helbing                                  | 11 października 2016 | 27 lutego 2017   |
| Barry odkrywa, że Flashpoint zostawiło za sobą o wiele większe konsekwencje niż myślał. Poznaje swojego współpracownika, Juliana Alberta, z którym jak się okazuje nie ma zbyt dobrych relacji. Gościnnie: John Wesley Shipp jako Jay Garrick/The Flash; Todd Lasance jako Edward Clariss/The Rival Gość specjalny: Emily Bett Rickards jako Felicity Smoak Nieobecny: Tom Cavanagh jako Harrison Wells |    |                                    |                                    |                                 |                                                              |                      |                  |
| 49 | 3  | Magenta                            | Magenta                            | Armen V. Kevorkian              | Judalina Neira, David Kob                                    | 18 października 2016 | 6 marca 2017     |
| Harry i Jesse powracają na Ziemie-1. Harry zdradza, że Jesse w wyniku drugiej eksplozji akceleratora nabyła moce speedstera. Każe przyjaciołom przekonać ją do nie używania mocy, gdyż nie chce by wpadła w niebezpieczeństwo. Tymczasem Magenta, nowy meta-człowiek kontrolujący metal terroryzuje Central City. Gościnnie: Violett Beane jako Jesse Wells; Peter Flemming jako John James; Joey King jako Frankie Kane/Magenta; Todd Lasance jako Edward Clariss/The Rival |    |                                    |                                    |                                 |                                                              |                      |                  |
| 50 | 4  | The New Rogues                     | Nowe zagrożenie                    | Stefan Pleszczynski             | Benjamin Raab, Deric A. Hughes                               | 25 października 2016 | 13 marca 2017    |
| Barry kontynuuje trenowanie Jesse. W mieście pojawia się nowy meta-człowiek, Mirror Master, który łączy siły z jego dawną partnerką, Top i oboje szukają Snarta by wyrównać z nim rachunki. Jesse nie słuchając rad Barry'ego wpędza go w poważne tarapaty. Tymczasem Harry próbuje znaleźć nowego Wellsa, który dołączy do drużyny Flasha. Gościnnie: Violett Beane jako Jesse Wells/Jesse Quick; Danielle Nicolet jako Cecille Horton; Grey Damon jako Sam Scudder/Mirror Master; Ashley Rickards jako Rosa Dillon/Top Gość specjalny: Wentworth Miller jako Leonard Snart/Captain Cold Nieobecny: Tom Felton jako Julian Albert |    |                                    |                                    |                                 |                                                              |                      |                  |
| 51 | 5  | Monster                            | Potwór                             | Kim Miles                       | Zack Stentz                                                  | 1 listopada 2016     | 20 marca 2017    |
| By odkryć co się z nią tak naprawdę dzieje, Caitlin zwraca się o pomoc do swojej matki, która może pomóc jej odpowiedzieć na pytania dotyczące nowych mocy Caitlin. Tymczasem w mieście pojawia się potwór, którego Barry chce powstrzymać. Gościnnie: Patrick Sabongui jako David Singh; Susan Walters jako Carla Tannhauser; Thomas Cadrot jako Nigel |    |                                    |                                    |                                 |                                                              |                      |                  |
| 52 | 6  | Shade                              | Cień                               | JJ Makaro                       | Emily Silver, David Kob                                      | 15 listopada 2016    | 27 marca 2017    |
| Wally zaczyna mieć sny związane z Alchemym. Barry decyduje się powiedzieć jemu, Iris i Joe co przytrafiło się Wally'emu we Flashpoincie by ochronić go. W mieście pojawia się nowy meta-człowiek, Shade, więc Barry chce go powstrzymać. Tymczasem Caitlin mówi Cisco o swoich mocach. Gościnnie: Danielle Nicolet jako Cecille Horton; Mike McLeod jako Shade |    |                                    |                                    |                                 |                                                              |                      |                  |
| 53 | 7  | Killer Frost                       | Killer Frost                       | Kevin Smith                     | Judalina Neira, Andrew Kreisberg, Brooke Roberts             | 22 listopada 2016    | 3 kwietnia 2017  |
| Caitlin używa swoich mocy żeby uratować Barry'ego, przez co Killer Frost przejmuje nad nią kontrolę. Killer Frost porywa Juliana i żąda od niego by namierzył Alchemy'ego. Wkrótce policja zaczyna ją ścigać. Kiedy Barry i Cisco chcą ją powstrzymać, Killer Frost staje z nimi do walki. Gościnnie: Greg Grunberg jako Tom Patterson |    |                                    |                                    |                                 |                                                              |                      |                  |
| 54 | 8  | Invasion!                          | Inwazja!                           | Dermott Downs                   | Greg Berlanti, Andrew Kreisberg, Aaron Helbing, Todd Helbing | 29 listopada 2016    | 10 kwietnia 2017 |
| Kosmici nazywani Dominatorami atakują Central City. Barry pędzi do Star City by poprosić o pomoc Olivera i jego drużynę, jednak zdają sobie sprawę, że kosmici to zbyt wielkie zagrożenie, więc łączą siły z Legendami, a także ich tajną bronią, Supergirl. Kiedy przyjaciele się jednoczą, szokujący sekret z Flashpointu zostaje wyjawiony, więc nikt nie wie komu do końca może ufać. Goście specjalni: Melissa Benoist jako Kara Danvers/Supergirl, Stephen Amell jako Oliver Queen/Green Arrow, Caity Lotz jako Sara Lance/White Canary, Brandon Routh jako Ray Palmer/Atom, Victor Garber jako Martin Stain/Firestorm, Willa Holland jako Thea Queen/Speedy, David Ramsey jako John Diggle/Spartan, Dominic Purcell jako Mick Rory/Heat Wave, Franz Drameh jako Jefferson Jackson/Firestorm, Emily Bett Rickards jako Felicity Smoak Gościnnie: Audrey Marie Anderson jako Lyla Michaels, Christina Brucato jako Lily Stein, Donnelly Rhodes jako Smith, Jerry Wasserman jako Prezydent Stanów Zjednoczonych Nieobecny: Tom Felton jako Julian Albert Nota: Odcinek ten jest pierwszą częścią trzyodcinkowego crossoveru rozpoczętego w serialu Supergirl (odcinek 2x08 pt. Medusa) i kontynuowanego w serialach Arrow (odcinek 5x08 pt. Inwazja!, część druga) oraz DC’s Legends of Tomorrow (odcinek 2x07 pt. Inwazja!, część trzecia). |    |                                    |                                    |                                 |                                                              |                      |                  |
| 55 | 9  | The Present                        | Prezent                            | Rachel Talalay                  | Aaron Helbing, Todd Helbing, Lauren Certo                    | 6 grudnia 2016       | 24 kwietnia 2017 |
| Chcąc pokonać obu, Alchemy'ego i Savitara, Barry zwraca się o pomoc do Jaya Garricka. Wally, nadal trenowany przez HR'a, postanawia pomóc Barry'emu w schwytaniu złoczyńców. Gościnnie: John Wesley Shipp jako Jay Garrick/The Flash, Danielle Nicolet jako Cecile Horton; Nicholas Gonzalez jako Dante Ramon Gość specjalny: Mark Hamill jako Trickster |    |                                    |                                    |                                 |                                                              |                      |                  |
| 56 | 10 | Borrowing Problems from the Future | Pożyczanie problemów z przyszłości | Millicent Shelton               | Grainne Godfree, David Kob                                   | 24 stycznia 2017     | 8 maja 2017      |
| Barry jest prześladowany przez wizję, w której Savitar zabija Iris. Kiedy w mieście pojawia się przestępca o nazwie Plunder, Barry przypomina sobie, że w wizji Plunder był przez niego złapany i boi się, że jeśli złapie go to tylko przypieczętuje los Iris. Wally decyduje się pokonać przestępce. Tymczasem Caitlin oferuje Julianowi pracę. Gościnnie: Jessica Camacho jako Gypsy; Stephen Huszar jako Jared Morillo/Plunder; Greg Grunberg jako Tom Patterson |    |                                    |                                    |                                 |                                                              |                      |                  |
| 57 | 11 | Dead or Alive                      | Żywi lub martwi                    | Harry Jierjian                  | Benjamin Raab, Deric A. Hughes, Zack Stentz                  | 31 stycznia 2017     | 15 maja 2017     |
| Przeszłość HR'a dopada go, kiedy łowczyni nagród, Gypsy przybywa na Ziemie-1 by zabrać go z powrotem na Ziemie-19, gdzie ma odpowiedzieć za swoje czyny. Okazuje się, że podróże między-wymiarowe są zakazane na ich Ziemi. HR zgadza się, ale kiedy Barry i Cisco odkrywają, że jedynym ratunkiem dla HR'a może być walka na śmierć i życie z Gypsy, Cisco postanawia stanąć z nią do walki. Gościnnie: Jessica Camacho jako Gypsy; Danielle Nicolet jako Cecille Horton; Andrea Brooks jako Eve Teschmacher |    |                                    |                                    |                                 |                                                              |                      |                  |
| 58 | 12 | Untouchable                        | Niedotykalny                       | Rob Hardy                       | Brooke Roberts, Judalina Neira                               | 7 lutego 2017        | 22 maja 2017     |
| Drużyna pracuje nad złapaniem złoczyńcy, Clive'a Yorkina, który dzięki swojej mocy jest niemożliwy do dotknięcia. Jego następnym celem staje się Joe, ale to Iris odnajduje się na linii ognia. Barry przenosi trening Wally'ego na zupełnie inny poziom. Gościnnie: Violett Beane jako Jesse Wells/Jesse Quick; Danielle Nicolet jako Cecille Horton; Alex Désert jako Julio Mendez; Matthew Kevin Anderson jako Clive Yorkin; Caitlin Stryker jako Laura Stone; Ridley Jade Berglund jako Joanie Horton |    |                                    |                                    |                                 |                                                              |                      |                  |
| 59 | 13 | Attack on Gorilla City             | Atak na Gorilla City               | Dermott Downs                   | Andrew Kresiberg, Aaron Helbing, David Kob                   | 21 lutego 2017       | 5 czerwca 2017   |
| Jesse mówi drużynie, że Grodd porwał Harry'ego i zabrał go do Gorilla City. Barry, Cisco, Caitlin i Julian ruszają na Ziemie-2 by uratować Wellsa, jednak zostają złapani przez goryle. Tymczasem podczas nieobecności Barry'ego, Wally i Jesse bronią miasta. Gościnnie: Violett Beane jako Jesse Wells/Jesse Quick; Jessica Camacho jako Gypsy; David Sobolov jako Grodd (głos); Keith David jako Solovar (głos) |    |                                    |                                    |                                 |                                                              |                      |                  |
| 60 | 14 | Attack on Central City             | Atak na Central City               | Dermott Downs                   | Todd Helbing, Benjamin Raab, Deric A. Hughes                 | 28 lutego 2017       | 12 czerwca 2017  |
| Kiedy Grodd i jego armia gorylów przenoszą walkę na Ziemie-1, Flash i drużyna muszą znaleźć sposób by powstrzymać goryle zanim zniszczą miasto. Gypsy powraca by dołączyć do bitwy. Tymczasem Jesse decyduje się zostać na Ziemi-1 z Wallym. Gościnnie: Violet Beane jako Jesse Wells/Jesse Quick, Jessica Camacho jako Gypsy, Keith David jako Solovar (głos), David Sobolov jako Grodd (głos) Nieobecny: Tom Felton jako Julian Albert |    |                                    |                                    |                                 |                                                              |                      |                  |
| 61 | 15 | The Wrath of Savitar               | Gniew Savitara                     | Andrew Kreisberg, Andrew Wilder | Alexandra La Roche                                           | 7 marca 2017         | 19 czerwca 2017  |
| Podczas treningów z Barrym Wally zaczyna mieć wizje z Savitarem, które ukrywa przed drużyną. Niebezpieczny sekret skrywany przez jednego członka drużyny zagraża szczęściu Barry'ego i Iris. Gościnnie: Violet Beane jako Jesse Wells/Jesse Quick, Vanessa Williams jako Francine West/Savitar |    |                                    |                                    |                                 |                                                              |                      |                  |
| 62 | 16 | Into the Speed Force               | Powrót do Mocy Prędkości           | Gregory Smith                   | Brooke Roberts, Judalina Neira                               | 14 marca 2017        | 26 czerwca 2017  |
| Zdesperowany by uratować przyjaciół, Barry zwraca się o pomoc do Speed Force by poznać sposób na uratowanie Wally'ego. Spotyka tam kilka postaci z przeszłości. Tymczasem HR daje Jesse kilka rad. Goście specjalni: Rick Cosnett jako Eddie Thawne/Speed Force, Robbie Amell jako Ronnie Raymond/Speed Force, Wentworth Miller jako Leonard Snart/Speed Force Gościnnie: John Wesley Shipp jako Jay Garrick/The Flash, Violet Beane jako Jesse Wells/Jesse Quick |    |                                    |                                    |                                 |                                                              |                      |                  |
| 63 | 17 | Duet                               | Duet                               | Dermott Downs                   | Greg Berlanti, Andrew Kreisberg, Aaron Helbing, Todd Helbing | 21 marca 2017        | 3 lipca 2017     |
| Barry i drużyna są zaskoczeni, kiedy J'onn i Mon-El przybywają na ich Ziemie wraz z nieprzytomną Karą, która została zahipnotyzowana przez Music Meistera. Wkrótce Music Meister pojawia się znów i powoduje, że Barry zapada w podobną śpiączkę. Kara i Barry budzą się bez swoich mocy w alternatywnej rzeczywistości, gdzie życie to musical i jedynym sposobem ucieczki jest podążanie za scenariuszem wypełnionym tańcem i śpiewem. Goście specjalni: Melissa Benoist jako Kara Danvers/Supergirl, Victor Garber jako mąż Digsy'ego, John Barrowman jako Cutter Moran, David Harewood jako J'onn J'onzz/Martian Manhunter, Jeremy Jordan jako Grady, Chris Wood jako Mon-El/Tommy Moran Gościnnie: Darren Criss jako Music Meister, Michelle Harrison jako Nora Allen Nieobecny: Tom Felton jako Julian Albert Nota: Odcinek ten jest drugą częścią dwuodcinkowego crossoveru z serialem Supergirl (odcinek 2x16 pt. Star-Crossed). |    |                                    |                                    |                                 |                                                              |                      |                  |
| 64 | 18 | Abra Kadabra                       | Abra Kadabra                       | Nina Lopez-Corrado              | Andrew Kreisberg, Brooke Roberts, David Kob                  | 28 marca 2017        | 10 lipca 2017    |
| Drużyna walczy z Abra Kadabrą, złoczyńcą z Ziemi-19, który proponuje Barry'emu wyjawienie tożsamości Savitara w zamian za swoją wolność. Zdesperowany by uratować Iris, Barry zastanawia się nad skorzystaniem z oferty, jednak nie podoba się to Gypsy, która uważa, że Abra Kadabra powinien odpowiedzieć za swoje zbrodnie. Gościnnie: Jessica Camacho jako Gypsy, Danielle Nicolet jako Cecile Horton, David Dastmalchian jako Abra Kadabra |    |                                    |                                    |                                 |                                                              |                      |                  |
| 65 | 19 | The Once and Future Flash          | Flash z przyszłości                | Tom Cavanagh                    | Carina Adly MacKenzie                                        | 25 kwietnia 2017     | 17 lipca 2017    |
| Barry przenosi się do roku 2024 w celu poznania tożsamości Savitara, wierząc, że to pomoże mu uratować Iris. Po przybyciu do przyszłości, Barry spotyka przyszłe wersje przyjaciół, którzy po śmierci Iris stali się innymi ludźmi. Tymczasem w 2017, polowanie na Killer Frost nadal trwa. Gościnnie: Grey Damon jako Sam Scudder/Mirror Master, Ashley Rickards jako Rosa Dillon/Top |    |                                    |                                    |                                 |                                                              |                      |                  |
| 66 | 20 | I Know Who You Are                 | Wiem, kim jesteś                   | Hanelle Culpepper               | Bronwen Clark, Joshua V. Gilbert                             | 2 maja 2017          | 24 lipca 2017    |
| Barry i drużyna poznają Tracy Brand, naukowca, który może być kluczem do powstrzymania Savitara. Niestety, Killer Frost poluje na Tracy, więc drużyna musi walczyć z dawną przyjaciółką. Relacja Joego i Cecile przybiera niespodziewany obrót. Gościnnie: Danielle Nicolet jako Cecile Horton, Anne Dudek jako Tracy Brand |    |                                    |                                    |                                 |                                                              |                      |                  |
| 67 | 21 | Cause and Effect                   | Przyczyna i skutek                 | David McWhirter                 | Judalina Neira, Lauren Certo                                 | 9 maja 2017          | 31 lipca 2017    |
| Barry podejmuje drastyczne środki by powstrzymać Savitara. HR kontynuuje motywowanie Tracy w budowaniu pułapki na Savitara, a Killer Frost powraca z kuszącą propozycją. Gościnnie: Danielle Nicolet jako Cecile Horton, Anne Dudek jako Tracy Brand, Richard Zemen jako Lucious Coolidge |    |                                    |                                    |                                 |                                                              |                      |                  |
| 68 | 22 | Infantino Street                   | Infantino Street                   | Michael Allowitz                | Andrew Kreisberg, Grainne Godfree                            | 16 maja 2017         | 7 sierpnia 2017  |
| Zostało tylko 24 godziny zanim Savitar zabije Iris. Za wszelką cenę postanawia uratować miłość swojego życia. W tej sprawie zwraca się o pomoc do Leonarda Snarta. Gość specjalny: Wentworth Miller jako Leonard Snart Gościnnie: Anne Dudek jako Tracy Brand, Audrey Marie Anderson jako Lyla Michaels Nieobecny: Tom Felton jako Julian Albert |    |                                    |                                    |                                 |                                                              |                      |                  |
| 69 | 23 | Finish Line                        | Meta                               | David McWhirter                 | Aaron Helbing, Todd Helbing                                  | 23 maja 2017         | 14 sierpnia 2017 |
| Nie mając nic do stracenia, Barry staje twarzą w twarz z Savitarem w wybuchowym finale sezonu. Gościnnie: John Wesley Shipp jako Jay Garrick/The Flash, Michelle Harrison jako Speed Force, Anne Dudek jako Tracy Brand, Jessica Camacho jako Gypsy |    |                                    |                                    |                                 |                                                              |                      |                  |

## Sezon 4 (2017–2018)
| 70 | 1  | The Flash Reborn             | Zmartwychwstały Flash               | Glen Winter         | Andrew Kreisberg, Todd Helbing, Eric Wallace    | 10 października 2017 | 11 maja 2018         |
| Podczas gdy Barry nadal przebywa w Mocy Prędkości, Iris, Joe, Cisco i Wally zajmują się ochroną miasta. Jednak kiedy potężny i uzbrojony złoczyńca grozi zniszczeniem Central City jeżeli Flash się nie pojawi, Cisco podejmuje ryzykowną decyzję by uwolnić Barry'ego z Mocy Prędkości. Jednakże Barry, który wrócił nie jest już taki sam jak przedtem. Gościnnie: Danielle Nicolet jako Cecille Horton; Kim Engelbrecht jako Marlize DeVoe; Britne Oldford jako Shawna Baez/Peek-a-Boo; Mark Sweatman jako Norvok Nieobecny: Tom Cavanagh jako Harry Wells |    |                              |                                     |                     |                                                 |                      |                      |
| 71 | 2  | Mixed Signals                | Sprzeczne sygnały                   | Alexandra La Roche  | Jonathan Butler, Gabriel Garza                  | 17 października 2017 | 18 maja 2018         |
| Barry ma pełne ręce roboty kiedy nowy meta-człowiek, Ramsey Deacon zwany Kilg%re, który potrafi kontrolować technologie, zaczyna mścić się na swoich byłych współpracownikach. Na dodatek Iris proponuje Barry'emu terapie dla par. Tymczasem Gypsy pojawia się na Ziemi-1, jednak jest zdenerwowana, kiedy Cisco nie ma dla niej czasu przez swoją prace. Gościnnie: Jessica Camacho jako Gypsy; Patrick Sabongui jako David Singh; Kim Engelbrecht jako Marlize DeVoe; Dominic Burgess jako Ramsey Deacon/Kilg%re; Donna Pescow jako Sharon Finkel; Donald Heng jako Tim Kwon; Richard Brooks jako Gregory Wolfe Nieobecny: Tom Cavanagh jako Harry Wells |    |                              |                                     |                     |                                                 |                      |                      |
| 72 | 3  | Luck Be a Lady               | Uśmiech losu                        | Armen V. Kevorkian  | Sam Chalsen, Judalina Neira                     | 24 października 2017 | 25 maja 2018         |
| Kiedy Barry i drużyna zostają dotknięci niesamowitym pechem, orientują się, że jest za to odpowiedzialna dziewczyna o imieniu Becky, która potrafi manipulować szczęściem. Tymczasem Harry powraca na Ziemie-1 by przekazać Wally'emu wiadomość od Jesse. Gościnnie:Danielle Nicolet jako Cecille Horton; Kim Engelbrecht jako Marlize DeVoe; Dominic Burgess jako Ramsey Deacon; Sugar Lyn Beard jako Becky Sharpe/Hazard; Chelsea Kurtz jako Mina Chaytan; Matt Afonso jako Weeper Gość specjalny: Violet Beane jako Jesse Wells |    |                              |                                     |                     |                                                 |                      |                      |
| 73 | 4  | Elongated Journey Into Night | Powrót taty                         | Tom Cavanagh        | Sterling Gates, Thomas Pound                    | 31 października 2017 | 1 czerwca 2018       |
| Barry i drużyna zajmują się odszukaniem trzeciego meta-człowieka z autobusu. Trop prowadzi ich do Ralpha Dibny'ego, byłego policjanta w Central City Police Departament, który został zwolniony za podrzucenie dowodów. Spotkanie Barry'ego z byłym rywalem prowadzi do wielu spięć. Tymczasem Cisco jest w szoku kiedy Breacher, ojciec Gypsy pojawia się na Ziemi-1 i urządza polowanie na zięcia. Gościnnie: Hartley Sawyer jako Ralph Dibny; Jessica Camacho jako Cynthia Reynolds/Gypsy; Danny Trejo jako Josh Reynolds/Breacher; Vito D'Ambrosio jako Anthony Bellows Nieobecny: Neil Sandilands jako Clifford DeVoe |    |                              |                                     |                     |                                                 |                      |                      |
| 74 | 5  | Girls Night Out              | Babski wieczór                      | Laura Belsey        | Lauren Certo, Kristen Kim                       | 7 listopada 2017     | 8 czerwca 2018       |
| Caitlin obawia się, że jej przeszłość jako Killer Frost może do niej powrócić, kiedy jej arcy-wróg, Amunet Black zaczyna jej grozić. Felicity przybywa do miasta by świętować wieczór panieński Iris, a Ralph zabiera Barry'ego i resztę facetów na miasto. Gościnnie: Danielle Nicolet jako Cecille Horton; Hartley Sawyer jako Ralph Dibny; Riley Jade Berglund jako Joanie Horton; Matt Afonso jako Weeper; Mark Sweatman jako Norvok Gość specjalny: Emily Bett Rickards jako Felicity Smoak; Katee Sackhoff jako Amunet Black |    |                              |                                     |                     |                                                 |                      |                      |
| 75 | 6  | When Harry Met Harry…        | Kiedy Harry poznał Harry’ego…       | Brent Crowell       | Jonathan Butler, Gabriel Garza                  | 14 listopada 2017    | 15 czerwca 2018      |
| Nowy meta-człowiek, Mina Chaytan, która potrafi przywoływać nieożywione przedmioty do życia zaczyna siać zamęt w mieście, Barry zwraca się o pomoc do Ralpha. Zdeterminowany by poznać tożsamość Thinkera, Harry przedstawia Cisco „Rade Wellsów”. Gościnnie: Hartley Sawyer jako Ralph Dibny; Kim Engelbrecht jako Marlize DeVoe; Matt Afonso jako Weeper; Chelsea Kurtz jako Mina Chaytan/Black Bison; Donna Pescow jako Sharon Finkel |    |                              |                                     |                     |                                                 |                      |                      |
| 76 | 7  | Therefore I Am               | Oto on                              | David McWhirter     | Eric Wallace, Thomas Pound                      | 21 listopada 2017    | 22 czerwca 2018      |
| Barry staje twarzą w twarz z DeVoe, którego przeszłość zostaje ujawniona w formie retrospekcji. Tymczasem Iris dokonuje ostatnich poprawek przed ślubem, który ma odbyć się za tydzień. Gościnnie: Patrick Sabongui jako David Singh; Kim Engelbrecht jako Marlize DeVoe Gość specjalny: Keiynan Lonsdale jako Wally West |    |                              |                                     |                     |                                                 |                      |                      |
| 77 | 8  | Crisis on Earth-X, Part 3    | Kryzys na Ziemi-X: część 3          | Dermott Downs       | Andrew Kreisberg, Marc Guggenheim, Todd Helbing | 28 listopada 2017    | 29 czerwca 2018      |
| Super-przyjaciele spotykają się wszyscy razem na ślubie Barry'ego i Iris. Jednak ceremonia zostaje zakłócona przez złoczyńców z Ziemi-X, którzy osiedlają się na ich Ziemi. Flash, Green Arrow, White Canary oraz Supergirl prowadzą swoje drużyny podczas walki o ocalenie świata. Goście specjalni: Stephen Amell jako Oliver Queen/Green Arrow; Melissa Benoist jako Kara Danvers/Supergirl; Victor Garber jako Martin Stain/Firestorm; Wentworth Miller jako Leo Snart/Citizen Cold; Chyler Leigh jako Alex Danvers; Caity Lotz jako Sara Lance/White Canary; Paul Blackthorne jako SS Sturmbannführer; Jeremy Jordan jako Winn Schott (Ziemia-X); Franz Drameh jako Jefferson Jackson/Firestorm; Emily Bett Rickards jako Felicity Smoak; Juliana Harkavy jako Dinah Drake/Black Canary Gościnnie: Russell Tovey jako Ray Terrill/The Ray; Frederick Schmidt jako Metallo Nieobecny: Jesse L. Martin jako Joe West Nota: Odcinek jest trzecią częścią czteroodcinkowego crossoveru pomiędzy serialami Supergirl (odcinek 3x08, część pierwsza), Arrow (odcinek 6x08, część druga) oraz DC’s Legends of Tomorrow (odcinek 3x08, część czwarta). |    |                              |                                     |                     |                                                 |                      |                      |
| 78 | 9  | Don’t Run                    | Nie uciekaj                         | Stefan Pleszczynski | Sam Chalsen, Judalina Neira                     | 5 grudnia 2017       | 6 lipca 2018         |
| Amunet porywa Caitlin Snow i dzięki kajdankom dla meta-ludzi blokuje jej moce, ponieważ potrzebuje lekarza, a nie Killer Frost. W tym samym czasie Thinker zamyka Flasha w specjalnym więzieniu dla sprintera. Zegar tyka, a zespół nie ma możliwości skupić się na obojgu członkach, więc Iris zamierza podjąć trudną decyzję, kogo należy uratować. Gość specjalny: Katee Sackhoff jako Amunet Black Gościnnie: Hartley Sawyer jako Ralph Dibny; Patrick Sabongui jako David Singh; Kim Engelbrecht jako Marlize DeVoe; Kendrick Sampson jako Dominic Lanse/Brainstorm i Clifford DeVoe; Jessica Camacho jako Cynthia Reynolds/Gypsy |    |                              |                                     |                     |                                                 |                      |                      |
| 79 | 10 | The Trial of The Flash       | Proces Flasha                       | Philip Chipera      | Lauren Certo, Kristen Kim                       | 16 stycznia 2018     | 13 lipca 2018        |
| Kiedy rozpoczyna się proces Barry’ego oskarżonego o zamordowanie Clifforda DeVoe, Iris i Joe muszę zdecydować, jak daleko posuną się, aby wyprowadzić chłopaka z więzienia. Tymczasem Harry, Cisco i Caitlin zajmują się odszukaniem kolejnego meta-człowieka z autobusu. Gościnnie: Danielle Nicolet jako Cecille Horton; Hartley Sawyer jako Ralph Dibny; Patrick Sabongui jako David Singh; Kim Engelbrecht jako Marlize DeVoe; Kendrick Sampson jako Clifford DeVoe; Ryan Alexander McDonald jako Neil Borman/Fallout; Richard Brooks as Gregory Wolfe; Mark Valley jako Anton Slater |    |                              |                                     |                     |                                                 |                      |                      |
| 80 | 11 | The Elongated Knight Rises   | Nadchodzi Wydłużony                 | Alexandra La Roche  | Sterling Gates, Thomas Pound                    | 23 stycznia 2018     | 20 lipca 2018        |
| Kiedy stary złoczyńca zaczyna terroryzować Central City, Ralph Dibny wkracza do akcji w obronie niewinnych, podczas gdy Barry zostaje zatrzymany w związku z procesem sądowym dotyczącym zamordowania Clifforda DeVoe. Allen stara się odnaleźć w sobie siłę, aby zachować optymistyczne nastawienie w obecnych okolicznościach. Wkrótce spotyka kogoś, kto miał tajemnicze powiązanie z jego ojcem. Gościnnie: Hartley Sawyer jako Ralph Dibny/Elongated Man; Devon Graye jako Axel Walker/Trickster; Corinne Bohrer jako Zoey Clark/Prank; Bill Goldberg jako David Ratchet; Richard Brooks jako Gregory Wolfe Gość specjalny: Jessica Parker Kennedy jako tajemnicza dziewczyna |    |                              |                                     |                     |                                                 |                      |                      |
| 81 | 12 | Honey, I Shrunk Team Flash   | Kochanie, zmniejszyłem ekipę Flasha | Chris Peppe         | Sam Chalsen, Judalina Neira                     | 30 stycznia 2018     | 27 lipca 2018        |
| Drużyna Flasha napotyka na meta-człowieka, który może zmniejszać i powiększać obiekty. Cisco i Ralph przypadkowo stają się ofiarami przestępcy, przez co muszą sobie poradzić jako małe wersje siebie z ogromnym problemem. Cecile zauważa, że z ciążą zyskała tymczasowe moce i słyszy myśli innych ludzi, co niepokoi Joe. Gościnnie: Hartley Sawyer jako Ralph Dibny; Danielle Nicolet jako Cecille Horton; Bill Goldberg jako David Ratchet; Richard Brooks jako Gregory Wolfe; Derek Mears jako Sylbert Rundine/Dwarfstar; Donna Pescow jako Sharon Finkel; Vito D'Ambrosio jako Anthony Bellows; Kendall Cross jako Van Buren Gość specjalny: Katee Sackhoff jako Amunet Black |    |                              |                                     |                     |                                                 |                      |                      |
| 82 | 13 | True Colors                  | Nie szata zdobi człowieka           | Tara Nicole Weyr    | Jonathan Butler, Gabriel Garza                  | 6 lutego 2018        | 3 sierpnia 2018      |
| Dowiedziawszy się, że Amunet Black zawarła umowę kupna dotyczącą wszystkich meta-ludzi z Iron Heights, Barry musi zdecydować, czy ratunek współwięźniów jest wart ujawnienia przed nimi swoich mocy. Tymczasem Ralph po spotkaniu ze starym przyjacielem zaczyna myśleć o swojej mrocznej przeszłości. Zastanawia się, czy teraz jest innym – lepszym człowiekiem. Gościnnie: Hartley Sawyer jako Ralph Dibny; Danielle Nicolet jako Cecille Horton; Kim Engelbrecht jako Marlize DeVoe; Kendrick Sampson jako Clifford Devoe/The Thinker; Sugar Lyn Beard jako Becky Sharpe i Clifford DeVoe; Chelsea Kurtz jako Mina Chaytan; Derek Mears jako Sylbert Rundine; Richard Brooks jako Gregory Wolfe i Ralph Dibny; Dominic Burgess jako Ramsey Deacon; Paul McGillion jako Earl Cox i Ralph Dibny; Mark Sweatman jako Norvok Gość specjalny: Katee Sackhoff jako Amunet Black Nieobecny: Tom Cavanagh jako Harry Wells |    |                              |                                     |                     |                                                 |                      |                      |
| 83 | 14 | Subject 9                    | Obiekt 9                            | Ralph Hemecker      | Mike Alber, Gabe Snyder                         | 27 lutego 2018       | 10 sierpnia 2018     |
| Barry napotyka niezwykłą kobietę, której zdolności mogą pomóc w walce z Thinkerem. Ralph podejmuje ważną decyzję życiową po tym, jak dowiaduje się, że podobnie jak inni meta-ludzie z autobusu jest celem DeVoe – postanawia on, że nie chce być już dłużej superbohaterem, a jego jedynym zmartwieniem staje się sposób, jak ukryć się przed wrogiem. Tymczasem Harry oferuje Cecile pomoc. Gościnnie: Hartley Sawyer jako Ralph Dibny/Elongated Man;, Danielle Nicolet jako Cecille Horton; Kim Engelbrecht jako Marlize DeVoe; Sugar Lyn Beard jako Clifford DeVoe/The Thinker; Miranda MacDougall jako Izzy Bowin/The Fiddler i Clifford DeVoe; Patrick Sabongui jako David Singh Nieobecny: Jesse L. Martin jako Joe West |    |                              |                                     |                     |                                                 |                      |                      |
| 84 | 15 | Enter Flashtime              | Flashtime                           | Gregory Smith       | Todd Helbing, Sterling Gates                    | 6 marca 2018         | 17 sierpnia 2018     |
| Kiedy w śródmieściu Central City zostaje zdetonowana bomba atomowa, Barry łączy siły z Jesse Wells i Jayem Garrickiem, spowalniając czas poprzez wejście do tak zwanego „Flashtime’u”. Wszyscy i wszystko w mieście zastyga w bezruchu, co jest ostatnią nadzieją dla sprinterów, którzy muszą ocalić ludzi i metropolię. Gościnnie: John Weasley Shipp jako Jay Garrick/The Flash; Bernadette Saquibal jako Veronica Dale/Hyrax Goście specjalni: Violett Beane jako Jesse Wells/Jesse Quick; Jessica Parker Kennedy jako tajemnicza dziewczyna |    |                              |                                     |                     |                                                 |                      |                      |
| 85 | 16 | Run, Iris, Run               | Biegnij, Iris, biegnij              | Harry Jierjian      | Eric Wallace                                    | 13 marca 2018        | 24 sierpnia 2018     |
| Drużyna Flasha konfrontuje się z nowym meta-człowiekiem, Melting Pointem. Przeciwnik potrafi zamieniać ludzkie DNA i podczas starcia z bohaterami, transferuje on szybkość Barry'ego do organizmu Iris. Aby pokonać nowe zagrożenie, Allen musi nauczyć się działać jako lider zespołu, tymczasem jego żona wskakuje w strój sprintera, żeby powstrzymać przeciwnika. Gościnnie: Hartley Sawyer jako Ralph Dibny; Leonardo Nam jako Matthew Kim/Melting Point; Max Adler jako Jaco Birch; Oliver Rice jako Eric Frye |    |                              |                                     |                     |                                                 |                      |                      |
| 86 | 17 | Null and Annoyed             | Polowanie na Null                   | Kevin Smith         | Lauren Certo, Kristen Kim                       | 10 kwietnia 2018     | 31 sierpnia 2018     |
| Barry i Ralph w najróżniejszy sposób próbują odnaleźć pozostałych meta-ludzi z autobusu, zanim to DeVoe do nich dotrze. Jednak kawalerska postawa Dibny'ego frustruje Allena i obaj mierzą się z tym, co tak naprawdę oznacza być bohaterem. Problem pojawia się, kiedy Barry zostaje zaatakowany przez meta-człowieka, który potrafi kontrolować grawitacje. Tymczasem Breacher wraca i prosi Cisco o przysługę. Gościnnie: Hartley Sawyer jako Ralph Dibny/Elongated Man; Kim Engelbrecht jako Marlize DeVoe; Miranda MacDougall jako Clifford DeVoe/The Thinker; Paul McGillion jako Earl Cox; Bethany Brown jako Janet Petty/Null; Danny Trejo jako Josh Reynolds/Breacher; Kevin Smith jako Cichy Bob; Jason Mewes jako Jay |    |                              |                                     |                     |                                                 |                      |                      |
| 87 | 18 | Lose Yourself                | Zatracić siebie                     | Hanelle Culpepper   | Jonathan Butler, Gabriel Garza                  | 17 kwietnia 2018     | 7 września 2018      |
| Kiedy drużyna Flasha odnajduje sposób na wkroczenie do kryjówki Thinkera, Ralph rozważa przekroczenie niebezpiecznej linii, aby pokonać DeVoe. Tymczasem Joe jest zaniepokojony zachowaniem Harry'ego. Gościnnie: Hartley Sawyer jako Ralph Dibny/Elongated Man i Clifford DeVoe; Miranda MacDougall jako Clifford DeVoe/The Thinker; Kim Engelbrecht jako Marlize DeVoe; Arturo Del Puerto jako Edwin Gauss/Folded Man i Clifford DeVoe/The Thinker; Bethany Brown jako Janet Petty/Null; Leonardo Nam jako Matthew Kim/Melting Point |    |                              |                                     |                     |                                                 |                      |                      |
| 88 | 19 | Fury Rogue                   | Wyzwanie                            | Rachel Talalay      | Joshua V. Gilbert, Jeff Hersh                   | 24 kwietnia 2018     | 14 września 2018     |
| Kiedy Barry potrzebuje pomocy w przetransportowaniu niebezpiecznego meta-człowieka, prosi o pomoc starego sojusznika, Citizen Colda. Tymczasem Cisco staje się podejrzliwy wobec Harry'ego. Gościnnie: Kim Engelbrecht jako Marlize DeVoe; Ryan Alexander McDonald jako Neil Borman/Fallout; Donna Pescow jako Sharon Finkel Goście specjalni: Wentworth Miller jako Leo Snart/Citizen Cold, Katie Cassidy jako Laurel Lance/Siren-X |    |                              |                                     |                     |                                                 |                      |                      |
| 89 | 20 | Therefore She Is             | Oto ona                             | Rob J. Greenlea     | Sterling Gates, Thomas Pound                    | 1 maja 2018          | 21 września 2018     |
| Kiedy Gypsy pojawia się na Ziemi-1 by omówić swój związek z Cisco, drużyna Flasha postanawia połączyć z nią siły by pokrzyżować plany DeVoe. Przeszłość Marlize zostaje ujawniona w formie retrospekcji. Gościnnie: Jessica Camacho jako Cynthia Reynolds/Gypsy; Danielle Nicolet jako Cecille Horton; Kim Engelbrecht jako Marlize DeVoe Gość specjalny: Jessica Parker Kennedy jako tajemnicza dziewczyna |    |                              |                                     |                     |                                                 |                      |                      |
| 90 | 21 | Harry and the Harrisons      | Harry i Harrisonowie                | Kevin Mock          | Judalina Neira, Lauren Certo                    | 8 maja 2018          | 28 września 2018     |
| Podczas gdy urządzenie DeVoe jest już prawie gotowe, drużyna Flasha musi zwrócić się o pomoc do Amunet Black. Tymczasem Harry jest załamany kiedy „Rada Wellsów” wyrzuca go ze względu na jego braki w intelekcie, więc Cisco by go pocieszyć przedstawia mu „Rade Harrisonów”. Gościnnie: Mark Sweatman jako Norvok Gość specjalny: Katee Sackhoff jako Amunet Black Nieobecny: Neil Sandilands jako Clifford DeVoe |    |                              |                                     |                     |                                                 |                      |                      |
| 91 | 22 | Think Fast                   | Myślę, więc jestem… kimś innym      | Viet Nguyen         | Sam Chalsen, Kristen Kim                        | 15 maja 2018         | 6 października 2018  |
| Kiedy DeVoe dostaje się do Argusa by ukończyć swoje urządzenie do „Oświecenia”, Barry postanawia wytrenować Cisco i Caitlin i razem z nimi we „Flashtime” postanawia pokonać DeVoe, jednak po pewnym wypadku przy pracy, zdaje sobie sprawę, że to niebezpieczne i nie chcąc narażać swoich kolejnych przyjaciół, postanawia odsunąć ich od walki. Tymczasem Iris i Harry próbują odnaleźć Marlize. Gość specjalny: David Ramsey jako John Diggle/Clifford DeVoe Gościnnie: Danielle Nicolet jako Cecille Horton, Kim Engelbrecht jako Marlize DeVoe, Donna Pescow jako Sharon Finkel, Ryan Alexander McDonald jako Neil Borman/Fallout |    |                              |                                     |                     |                                                 |                      |                      |
| 92 | 23 | We Are the Flash             | Flash to my                         | David McWhirter     | Todd Helbing, Eric Wallace                      | 22 maja 2018         | 13 października 2018 |
| Drużyna Flasha dostaje pomoc od niespodziewanego sojusznika podczas walki z DeVoe. Goście specjalni: Keiynan Lonsdale jako Wally West, Jessica Parker Kennedy jako Nora West-Allen Gościnnie: Hartley Sawyer jako Ralph Dibny/Elongated Man, Kim Engelbrecht jako Marlize DeVoe, Danielle Nicolet jako Cecile Horton, Patrick Sabongui jako David Singh |    |                              |                                     |                     |                                                 |                      |                      |

## Sezon 5 (2018–2019)
| 93 | 1  | Nora                            | Nora                             | David McWhirter     | Todd Helbing, Sam Chalsen                | 9 października 2018  | 4 października 2019  |
| Kiedy niespodziewany gość z przyszłość, Nora West-Allen pojawia się u nich w domu, Barry i Iris muszą odkryć jak odesłać swoją córkę z powrotem do przyszłości bez zakłócenia linii czasu bardziej niż sama to zrobiła. Drużyna także musi znaleźć czas by pokonać nowego meta-człowieka. Gościnnie: Patrick Sabongui jako David Singh, Daniel Cudmore jako William Lang/Gridlock Gość specjalny: Keiynan Lonsdale jako Wally West/Kid Flash Nieobecny: Tom Cavanagh |    |                                 |                                  |                     |                                          |                      |                      |
| 94 | 2  | Blocked                         | Zablokowani                      | Kim Miles           | Eric Wallace, Judalina Neira             | 16 października 2018 | 7 października 2019  |
| Podczas gdy Barry pomaga swojej córce, Norze stać się lepszym sprinterem, on i drużyna Flasha namierzają również meta-człowieka kradnącego technologie, jednak krzyżują swoje ścieżki z nowym wrogiem o imieniu Cicada, który poluje na tego samego meta-człowieka. Gościnnie: Patrick Sabongui jako David Singh; Erin Cummings jako Vanessa Jansen/Block; Matty Finochio jako Bruno Moretti; Dion Riley jako oficer Matthews; Daniel Cudmore jako William Lang/Gridlock; Susan Walters jako Carla Tannhauser Nieobecny: Tom Cavanagh |    |                                 |                                  |                     |                                          |                      |                      |
| 95 | 3  | The Death of Vibe               | Vibe umiera                      | Andi Armaganian     | Jonathan Butler, Gabriel Garza           | 23 października 2018 | 8 października 2019  |
| Po tym jak Cicada atakuje drużynę Flasha, Barry jest bardziej zdeterminowany by powstrzymać nowego wroga, którego następnym celem staje się Cisco. Nora postanawia pomyśleć nieszablonowo i sprowadza do drużyny nowego sojusznika. Gościnnie: Susan Walters jako Carla Tannhauser; Lossen Chambers as Dr. Ambres; Islie Hirvonen jako Grace Gibbons; Eduard Witzke jako Sterling Brooks; Jayla Henderson jako młoda Nora |    |                                 |                                  |                     |                                          |                      |                      |
| 96 | 4  | News Flash                      | Wiadomości z ostatniego Flasha   | Brent Crowell       | Kelly Wheeler, Lauren Certo              | 30 października 2018 | 9 października 2019  |
| Kiedy umysły ludzi w Central City zaczynają być kontrolowane, Barry oraz Iris uważają, że jest to sprawka Spencer Young. Nora wyjawia Iris czemu jest w stosunku do niej oschła. Tymczasem Ralph i Sherloque kontynuują śledztwo w sprawie Cicady. Gościnnie: Kiana Madeira jako Spencer Young; Klarc Wilson jako oficer Jones; Rob Compton jako detektyw Rowell Nieobecny: Carlos Valdes jako Cisco Ramon |    |                                 |                                  |                     |                                          |                      |                      |
| 97 | 5  | All Doll'd Up                   | Laleczki                         | Phil Chipera        | Thomas Pound, Sterling Gates             | 13 listopada 2018    | 10 października 2019 |
| Kiedy Iris nadal przejmuje się tym co dowiedziała się od Nory o przeszłości, Barry by pomóc żonie, proponuje jej połączenie sił w walce z nowym meta-człowiekiem. Tymczasem Caitlin kontynuuje śledztwo w sprawie jej ojca. Gościnnie: Troy James jako Peter Merkel/Ragdoll; Kyle Secor jako Thomas Snow; Phil LaMarr jako głos Rag Dolla; Judith Maxie jako Theresa Merkel; Liam McIntyre jako Mark Mardon (głos, wycięta scena); Carlo Marks jako William Seaver Nieobecny: Jesse L. Martin jako Joe West; Chris Klein jako Cicada |    |                                 |                                  |                     |                                          |                      |                      |
| 98 | 6  | The Icicle Cometh               | Soplowa śmierć nadchodzi         | Chris Peppe         | Kristen Kim, Joshua V. Gilbert           | 20 listopada 2018    | 11 października 2019 |
| Caitlin rusza wraz z Barrym i Cisco, by uratować jej ojca. Dziewczyna nie zdaje jednak sobie sprawy jaki sekret ukrywa przed nią jej ojciec. Tymczasem Sherloque wraz z Iris i Norą postanawia znaleźć jakieś informacje o Cicadzie. Gościnnie: Kyle Secor jako Thomas Snow; Lossen Chambers as Dr. Ambres; Cassandra Ebner jako Raelene Sharp/Razorsharp; Alex Rose jako Vance Brandon Nieobecny: Jesse L. Martin jako Joe West |    |                                 |                                  |                     |                                          |                      |                      |
| 99 | 7  | O Come, All Ye Thankful         | Przybądźcie dziś wierni          | Sarah Boyd          | Jonathan Butler, Gabriel Garza           | 27 listopada 2018    | 14 października 2019 |
| W Central City zjawia się Joslyn Jackam, córka Marka Mardona, która powraca by zgładzić swojego ojca dysponując meta-technologią, dzięki, której potrafi kontrolować pogodę. Tymczasem Nora jest roztargniona na temat zniknięcia Barry'ego w 2024 roku. Gościnnie: Liam McIntyre jako Mark Mardon; Reina Hardesty jako Joslyn Jackam/Weather Witch; Lossen Chambers as Dr. Ambres; Islie Hirvonen jako Grace Gibbons; Helenna Santos jako pielęgniarka Shelley; Julianne Christie jako Del Toro Nieobecni: Jesse L. Martin jako Joe West; Hartley Sawyer jako Ralph Dibny; Danielle Nicolet jako Cecille Horton |    |                                 |                                  |                     |                                          |                      |                      |
| 100 | 8  | What's Past Is Prologue         | Przeszłość jest prologiem        | Tom Cavanagh        | Todd Helbing, Lauren Certo               | 4 grudnia 2018       | 15 października 2019 |
| W setnym odcinku, Barry i drużyna Flasha wymyślili sposób na powstrzymanie Cicady, jednak by plan się powiódł, Flash i XS muszą przenieść się do przeszłości, aby zebrać kluczowe elementy. Podróż nie idzie jednak po ich myśli przez co Barry musi poprosić o pomoc dawnego wroga. Tymczasem Sherloque staje się coraz bardziej podejrzliwy w stosunku do Nory. Gościnnie: Tony Todd jako Zoom (głos); Teddy Sears jako Hunter Zolomon/Zoom, John Wesley Shipp jako Henry Allen i Flash z Ziemi-90; Michelle Harrison jako Nora Allen; Lossen Chambers as Dr. Ambres; Islie Hirvonen jako Grace Gibbons; LaMonica Garrett jako Mar Novu/Monitor Nieobecni: Jesse L. Martin jako Joe West; Danielle Nicolet jako Cecille Horton |    |                                 |                                  |                     |                                          |                      |                      |
| 101 | 9  | Elseworlds, Part 1              | Elseworlds: Pierwsza godzina     | Kevin Tancharoen    | Eris Wallace, Sam Chalsen                | 9 grudnia 2018       | 16 października 2019 |
| Pewnego dnia Oliver budzi się jako Barry Allen, zaś Barry budzi się jako Oliver Queen. Kiedy drużyna Flasha nie wierzy im na temat ich tajemniczej zamiany, Barry i Oliver orientują się, że muszą poszukać pomocy na Ziemi-38 u Kary Danvers. Tam poznają jej kuzyna Clarka Kenta oraz reporterkę, Lois Lane… Goście specjalni: Stephen Amell jako Oliver Queen/Flash; Melissa Benoist jako Kara Danvers/Supergirl; Tyler Hoechlin jako Clark Kent/Superman; David Ramsey jako John Diggle; Gościnnie: Elizabeth Tulloch jako Lois Lane; LaMonica Garrett jako Mar Novu/Monitor; Jeremy Davies jako John Deegan; John Wesley Shipp jako Flash z Ziemi-90; Ruby Rose jako Batwoman Nieobecni: Danielle Nicolet jako Cecille Horton; Jessica Parker Kennedy jako Nora West-Allen; Chris Klein jako Orlin Dwyer; Jesse L. Martin jako Joe West Nota: Odcinek jest pierwszą częścią crossovera, który jest kontynuowany w dziewiątym odcinku siódmego sezonu serialu Arrow, i kończy się w dziewiątym odcinku czwartego sezonu serialu Supergirl. |    |                                 |                                  |                     |                                          |                      |                      |
| 102 | 10 | The Flash and the Furious       | Najszybszy i wściekli            | David MdWhirter     | Kelly Wheeler, Sterling Gates            | 15 stycznia 2019     | 17 października 2019 |
| Podczas gdy Nora zmaga się z odkryciem, że Eobard Thawne zabił jej babcie, drużyna Flasha musi powstrzymać Weather Witch, która sprzymierzyła się z Silver Ghost, nowym przestępcą, który dysponuje meta-technologią, dzięki której może kontrolować silniki i zmotoryzowaną technologię. Tymczasem Caitlin i Cisco dyskutują nad stworzeniem lekarstwa dla meta-ludzi. Gościnnie: Reina Hardesty jako Joss Jackham/Weather Witch; Gabrielle Walsh jako Raya Van Zandt/Silver Ghost; Ken Camroux-Taylor jako sędzia Hankerson Nieobecny: Hartley Sawyer jako Ralph Dibny; Chris Klein jako Orlin Dwyer; Jesse L. Martin jako Joe West |    |                                 |                                  |                     |                                          |                      |                      |
| 103 | 11 | Seeing Red                      | Pomroczność                      | Marcus Stokes       | Judalina Neira, Thomas Pound             | 22 stycznia 2019     | 18 października 2019 |
| Podczas bitwy z Cicadą, Nora zostaje poważnie zraniona. Ze względu na możliwość wyłączania mocy przez złoczyńce, Nora nie może się uleczyć. Barry i Iris obawiają się o przyszłość swojej córki. Zdenerwowany Barry, pełen wściekłości, konfrontuje się z Cicadą w brutalnej walce. Tymczasem Killer Frost ingeruje w pracę Caitlin nad lekarstwem. Gościnnie: Lossen Chambers jako Dr. Ambres; Patrick Sabongui jako David Singh; Britne Oldford jako Shawna Baez/Peek-a-Boo; Mark Sweatman jako Matthew Norvock; Klarc Wilson jako Officer Jones; Rochelle Okoye jako Keisha Moore Nieobecny: Jesse L. Martin jako Joe West; Carlos Valdes jako Cisco Ramon |    |                                 |                                  |                     |                                          |                      |                      |
| 104 | 12 | Memorabilia                     | Pamiątki                         | Rebecca Johnson     | Sam Chalsen, Kristen Kim                 | 29 stycznia 2019     | 21 października 2019 |
| Kiedy Sherloque chce użyć urządzenia, dzięki któremu Barry wniknął w umysł DeVoe na Norze by uzyskać dostęp do umysłu Grace, Nora obawia się, że drużyna odkryje sekret, który dziewczyna stara się ukryć. Nora potajemnie sama używa maszyny, jednak zostaje uwięziona w umyśle Grace. Barry i Iris postanawiają interweniować, jednak Iris jest załamana swoim odkryciem. Tymczasem Ralph zabiera Cisco na miasto. Gościnnie: Islie Hirvonen jako Grace Gibbons; Lossen Chambers jako Dr. Ambres; Patrick Sabongui jako David Singh; Victoria Park jako Kamilla Hwang; Avionne Dean jako młoda Nora Nieobecny: Jesse L. Martin jako Joe West; Danielle Nicolet jako Cecille Horton |    |                                 |                                  |                     |                                          |                      |                      |
| 105 | 13 | Goldfaced                       | Goldface                         | Alexandra LaRoche   | Jonathan Butler, Gabriel Garza           | 5 lutego 2019        | 22 października 2019 |
| Barry i Ralph muszą pod przykrywką jako przestępcy udać się na nielegalny czarny rynek by zdobyć urządzenie, które pomoże im pokonać Cicadę. Wkrótce Ralph i Barry orientują się, że ich moralność została przetestowana, gdy wkraczają głębiej w kryminalny świat. Ostatecznie są zmuszeni do wyboru pomiędzy popełnieniem przestępstwa, a straceniem możliwości na pokonanie Cicady. Tymczasem Iris prowadząc dochodzenie na temat miejsca pobytu Cicady, kończy w niebezpiecznej sytuacji. Gościnnie: Paul McGillion jako Earl Cox; Damion Poitier jako Goldface; Andy Nez jako Brant Osmack Gość specjalny: Kimberly Williams-Paisley jako Renee Adler Nieobecny: Carlos Valdes jako Cisco Ramon; Jesse L. Martin jako Joe West; Danielle Nicolet jako Cecille Horton |    |                                 |                                  |                     |                                          |                      |                      |
| 106 | 14 | Cause and XS                    | XS w akcji XL                    | Rachel Talalay      | Todd Helbing, Jeff Hersh                 | 12 lutego 2019       | 23 października 2019 |
| Kiedy Iris ląduje w poważnym niebezpieczeństwie, Nora ściga się z czasem by uratować swoją matkę. Tymczasem kiedy praca nad lekarstwem zostaje zakończona, Cisco wybiera się na randkę z Kamillą, jednak zaczyna miewać dziwne wizje. Gościnnie: Victoria Park jako Kamilla Hwang; Megan Helbing jako Megan; Lucy Harvey jako Carolyn Nieobecny: Jesse L. Martin jako Joe West |    |                                 |                                  |                     |                                          |                      |                      |
| 107 | 15 | King Shark vs. Gorilla Grodd    | King Shark kontra Goryl Grodd    | Stefan Pleszczynski | Eric Wallace, Lauren Certo               | 5 marca 2019         | 24 października 2019 |
| Kiedy Grodd atakuje Central City, drużyna Flasha musi połączyć siły z ich innym wrogiem, King Sharkiem by pokonać telepatycznego goryla. Wkrótce sięgają po pomoc do doktor Tanyi Lamden by przywrócić ludzką wersje King Sharka. Gościnnie: Audrey Marie Anderson jako Lyla Michaels; David Sobolov jako Grodd; David Hayter jako King Shark (głos); Dan Payne jako Shay Lamden/King Shark; Zibby Allen jako Tanya Lamden Nieobecni: Hartley Sawyer jako Ralph Dibny; Chris Klein jako Orlin Dwyer |    |                                 |                                  |                     |                                          |                      |                      |
| 108 | 16 | Failure is an Orphan            | Porażka jest sierotą             | Viet Nguyen         | Zack Stentz                              | 12 marca 2019        | 25 października 2019 |
| Kiedy lekarstwo na meta ludzi jest już gotowe, Barry i drużyna Flasha muszą wymyślić sposób by obezwładnić Cicadę na tyle długo by podać mu lekarstwo. Killer Frost postanawia pomóc. Tymczasem Joe wraca do pracy, a Nora nie jest zadowolona ze sposobu w jaki jej ojciec chce powstrzymać Cicade. Gościnnie: Sarah Carter jako dorosła Grace Gibbons/Cicada; Lossen Chambers jako Vanessa Ambres; John Gillich jako Philip Master/Acid Master Nieobecny: Hartley Sawyer jako Ralph Dibny |    |                                 |                                  |                     |                                          |                      |                      |
| 109 | 17 | Time Bomb                       | Chodząca bomba                   | Rob Greenlea        | Kristen Kim, Sterling Gates              | 19 marca 2019        | 28 października 2019 |
| Drużyna Flasha dowiaduje się, że kobieta o imieniu Vickie Bolen jest w niebezpieczeństwie, więc śpieszą się by ją uratować. Po spotkaniu z nią, odkrywają, że jest ona meta-człowiekiem, który ukrywa swoje moce przed swoją rodziną. Barry namawia ją by wyjawiła swojej rodzinie swój sekret, co popycha Norę do refleksji czy powinna powiedzieć Barry'emu i Iris o swojej współpracy z Thawnem. Gościnnie: Catherine Lough Haggquist jako Vickie Bolen; Sarah Carter jako dorosła Grace Gibbons/Cicada; Victoria Park jako Kamilla Hwang; Chris Shields jako John Bolen; Malia Baker jako Alice Bolen; Islie Hirvonen jako Grace Gibbons |    |                                 |                                  |                     |                                          |                      |                      |
| 110 | 18 | Godspeed                        | Godspeed                         | Danielle Panabaker  | Judalina Neira, Kelly Wheeler            | 16 kwietnia 2019     | 29 października 2019 |
| Po szokującym odkryciu, że Nora współpracuje z Thawne'em, Barry i Iris nie zgadzają się ze sobą jak postąpić ze swoją córką. Drużyna nie jest pewna czy może zaufać Norze, więc postanawiają z pomocą jej notesu odkryć jak rozpoczęła się jej współpraca z ich największym wrogiem. Gościnnie: Kathryn Gallagher jako Lia; Ese Atawo jako Frankie Curtis; Kindall Charters jako August Heart/Godspeed; BD Wong jako Godspeed (głos) Nieobecny: Chris Klein jako Orlin Dwyer |    |                                 |                                  |                     |                                          |                      |                      |
| 111 | 19 | Snow Pack                       | Śnieżynki                        | Jeff Cassidy        | Jonathan Butler, Gabriel Garza           | 23 kwietnia 2019     | 30 października 2019 |
| Kiedy Icicle powraca by rozpocząć kolejną fazę swojego podstępnego planu, Caitlin i jej matka muszą rozwiązać swój długotrwały spór by pokonać lodowego potwora. Po podjęciu przez Barry'ego decyzji na temat rodziny bez konsultacji z nią, Iris postanawia wziąć sprawy w swoje ręce. Gościnnie: Kyle Secor jako Thomas Snow/Icicle; Susan Walters jako Carla Tannhauser; Sarah Carter jako dorosła Grace Gibbons/Cicada; Islie Hirvonen jako Grace Gibbons Nieobecny: Carlos Valdes jako Cisco Ramon; Chris Klein jako Orlin Dwyer |    |                                 |                                  |                     |                                          |                      |                      |
| 112 | 20 | Gone Rogue                      | Powtórka z Łotrów                | Kristen Windell     | Sam Chalsen, Joshua V. Gilbert           | 30 kwietnia 2019     | 31 października 2019 |
| Barry nadal zmaga się z tym co czuje po zdradzie swojej córki. Tymczasem Brie Larvan, Joss Jackam i Peter Merkel powracają do Central City, a Cisco podejmuje ważną decyzję. Gościnnie: Emily Kinney jako Brie Larvan/Bug Eyed Bandit; Reina Hardesty jako Joss Jackam/Weather Witch; Troy James jako Peter Merkel/Rag Doll; Islie Hirvonen jako Grace Gibbons |    |                                 |                                  |                     |                                          |                      |                      |
| 113 | 21 | The Girl with the Red Lightning | Dziewczyna z czerwoną błyskawicą | Stefan Pleszczynski | Judalina Neira, Thomas Pound             | 7 maja 2019          | 1 listopada 2019     |
| Drużyna Flasha musi działać kiedy Cicada grozi uwolnieniem niebezpiecznego wirusa, który zagrozi wszystkim meta-ludziom. Gościnnie: Sarah Carter jako dorosła Grace Gibbons/Cicada; Patrick Sabongui jako David Singh Gość specjalny: Kimberly Williams-Paisley jako Renee Adler |    |                                 |                                  |                     |                                          |                      |                      |
| 114 | 22 | Legacy                          | Dziedzictwo                      | Gregory Smith       | Lauren Certo, Todd Helbing, Eric Wallace | 14 maja 2019         | 4 listopada 2019     |
| Drużyna Flasha musi pokonać Cicadę raz na zawszę, jednak sprawy się komplikują przez Reverse-Flasha, z którym Barry musi się zmierzyć. Gościnnie: Sarah Carter jako dorosła Grace Gibbons/Cicada; Victoria Park jako Kamilla Hwang; Patrick Sabongui jako David Singh; Islie Hirvonen jako Grace Gibbons |    |                                 |                                  |                     |                                          |                      |                      |

## Sezon 6 (2019–2020)
| 115 | 1  | Into the Void                              | Czarna dziura                                      | Gregory Smith                  | Eric Wallace, Kelly Wheeler                | 8 października 2019  | 3 listopada 2020  |
| Podczas gdy Barry i Iris dochodzą do siebie po stracie Nory, do miasta nadciąga potężne zagrożenie. Tymczasem Killer Frost odkrywa nową dynamikę z Caitlin, która może na zawsze zmienić ich życie. Gościnnie: Sendhil Ramamurthy jako Ramsey Rosso; Victoria Park jako Kamilla Hwang; Brandon McKnight jako Chester P. Runk Nieobecny: Tom Cavanagh |    |                                            |                                                    |                                |                                            |                      |                   |
| 116 | 2  | A Flash of the Lightning                   | Błysk momentalny                                   | Chris Peppe                    | Sam Chalsen                                | 15 października 2019 | 4 listopada 2020  |
| W obliczu wieści o zbliżającej się śmierci, Barry postanawia dowiedzieć się jak uniknąć przeznaczenia. Tymczasem Cecille krzyżuje swoje ścieżki z meta-człowiekiem i postanawia jej pomóc. Gościnnie: John Wesley Shipp jako Jay Garrick; Michelle Harrison jako Joan Williams; Sendhil Ramamurthy jako Ramsey Rosso; Kayla Compton jako Allegra Garcia; Victoria Park jako Kamilla Hwang; Alexa Barajas jako Esperanza Garcia/Ultraviolet Nieobecny: Tom Cavanagh |    |                                            |                                                    |                                |                                            |                      |                   |
| 117 | 3  | Dead Man Running                           | Odliczanie dni                                     | Sarah Boyd                     | Lauren Barnett, Thomas Pound               | 22 października 2019 | 5 listopada 2020  |
| Wiedząc, że do kryzysu zostało tylko 7 tygodni, Barry postanawia przygotować Killer Frost do niego tym samym polując na przerażającego meta-człowieka z nieugaszonym pragnieniem. Tymczasem Ralph odkrywa rodzinny sekret. Gościnnie: Sendhil Ramamurthy jako Ramsey Rosso; Kayla Compton jako Allegra Garcia; Amy Pietz jako Debbie Dibny |    |                                            |                                                    |                                |                                            |                      |                   |
| 118 | 4  | There Will Be Blood                        | Moc krwi                                           | Marcus Stokes                  | Lauren Certo, Sterling Gates               | 29 października 2019 | 6 listopada 2020  |
| Wysiłki Barry'ego by przygotować Cisco do kryzysu zostają przerwane, gdy okazuje się, że Cisco planuje uratować życie Barry'ego. Tymczasem Ramsey Rosso wykorzystuje swoje nowe zdolności by uratować swoje życie, jednak poświęca przy tym swoje człowieczeństwo. Gościnnie: Sendhil Ramamurthy jako Ramsey Rosso; Meera Simhan jako Rachel Rosso |    |                                            |                                                    |                                |                                            |                      |                   |
| 119 | 5  | Kiss Kiss Breach Breach                    | Syndrom stłumienia                                 | Menhaj Huda                    | Kelly Wheeler, Joshua V. Gilbert           | 5 listopada 2019     | 9 listopada 2020  |
| Cisco zaczyna wątpić czy podoła roli lidera drużyny Flasha po śmierci Barry'ego kiedy dowiaduje się o szokującym morderstwie. Tymczasem Killer Frost nie ufa nikomu prócz sobie, gdy chodzi o pokonanie Rossa. Gościnnie: Danny Trejo jako Breacher; Sendhil Ramamurthy jako Ramsey Rosso; Victoria Park jako Kamilla Hwang; Matt Ellis jako Zak Zeal Nieobecna: Danielle Nicolet jako Cecille Horton |    |                                            |                                                    |                                |                                            |                      |                   |
| 120 | 6  | License to Elongate                        | Lepszy obrońca                                     | Danielle Panabaker             | Thomas Pound, Jeff Hersh                   | 19 listopada 2019    | 10 listopada 2020 |
| Barry postanawia przygotować Ralpha do życia po kryzysie bez Flasha, ale ostatecznie to Ralph daje Barry'emu ważną lekcję. Tymczasem Cecille staje w obliczu własnego odkrycia, gdy musi pomóc Chesterowi odzyskać jego tożsamość. Gościnnie: Brandon McKnight jako Chester P. Runk; Kayla Compton jako Allegra Garcia; Carlo Rota jako Remington Meister; Alexa Barajas jako Esperanza Garcia/Ultraviolet Nieobecny: Carlos Valdes jako Cisco Ramon |    |                                            |                                                    |                                |                                            |                      |                   |
| 121 | 7  | The Last Temptation of Barry Allen, Part 1 | Ostatnie kuszenie Barry’ego Allena: część 1        | Chad Lowe                      | Jonathan Butler, Gabriel Garza             | 26 listopada 2019    | 12 listopada 2020 |
| Gdy Barry Allen stoi u progu swojej zbliżającej się śmierci podczas kryzysu, Ramsey Rosso zaraża Flasha tajemniczą, halucynogenną zarazą. Tymczasem Iris odkrywa ogromny spisek. Gościnnie: Sendhil Ramamurthy jako Ramsey Rosso/Bloodwork; Michelle Harrison jako Speed Force; Victoria Park jako Kamilla Hwang; Kayla Compton jako Allegra Garcia Nieobecna: Danielle Nicolet jako Cecille Horton |    |                                            |                                                    |                                |                                            |                      |                   |
| 122 | 8  | The Last Temptation of Barry Allen, Part 2 | Ostatnie kuszenie Barry’ego Allena: część 2        | Michael Nankin                 | Kristen Kim, Joshua V. Gilbert             | 3 grudnia 2019       | 13 listopada 2020 |
| Iris i Cisco walczą by uratować Barry'ego, który jest poddany działaniu tajemniczego wirusa Ramseya. Tymczasem reszta drużyny Flasha próbuje uratować miasto przed atakiem rosnącej armii Bloodworka. Gościnnie: Sendhil Ramamurthy jako Ramsey Rosso/Bloodwork; Kayla Compton jako Allegra Garcia; Victoria Park jako Kamilla Hwang; Meera Simhan jako Rachel Rosso Nieobecny: Hartley Sawyer jako Ralph Dibny |    |                                            |                                                    |                                |                                            |                      |                   |
| 123 | 9  | Crisis on Infinity Earths: Part Three      | Kryzys na Nieskończonych Ziemiach: Trzecia godzina | David McWhirter                | Eric Wallace, Lauren Certo, Sterling Gates | 10 grudnia 2019      | 16 listopada 2020 |
| Pariah werbuje Jeffersona Jacksona do pomocy w powstrzymaniu Anti-Monitora, gdy Flash z Ziemi-90 dzieli się tym czego nauczył się podczas walki w „Elseworlds”. Z pomocą Black Lightninga, Barry, Killer Frost i Cisco próbują wymyślić plan jak ich uratować. Tymczasem Iris przechodzi szczerą rozmowę z Ryanem Choi, a Oliver i Diggle wracają w stare, znane im miejsce. Gościnnie: Osric Chau jako Ryan Choi; John Wesley Shipp jako Barry Allen/Flash; Stephen Lobo jako Jim Corrigan; Audrey Marie Anderson jako Morbus/Anti-Monitor; Ashley Scott jako Helena Kyle/Huntress Goście specjalni: Stephen Amell jako Oliver Queen; David Ramsey jako John Diggle; Cress Williams jako Jefferson Jackson/Black Lightning; Ruby Rose jako Kate Kane/Batwoman; Jon Cryer jako Lex Luthor; Melissa Benoist jako Kara Danvers/Supergirl; Tyler Hoechlin jako Clark Kent/Superman; Brandon Routh jako Clark Kent/Superman i Ray Palmer; Matt Ryan jako John Constantine; Katherine McNamara jako Mia Smoak; Caity Lotz jako Sara Lance/White Canary; Elizabeth Tulloch jako Lois Lane; David Harewood jako J'onn J'onnz; Tom Ellis jako Lucifer Morningstar; Wentworth Miller jako Leonard A.I. (głos) Nieobecni: Jesse L. Martin jako Joe West; Danielle Nicolet jako Cecille Horton Odcinek jest trzecią częścią pięcioodcinkowego crossoveru „Crisis on Infinite Earths” pomiędzy serialami Supergirl (odcinek 5x09, część pierwsza), Batwoman (odcinek 1x09, część druga), Arrow (odcinek 8x08, część czwarta) oraz DC’s Legends of Tomorrow (sezon 5 – odcinek specjalny, część piąta). Do wydarzeń zawartych w crossoverze nawiązuje również serial Black Lightning (odcinek 3x09), którego niektórzy bohaterowie występują w crossoverze, pomimo iż serial nie należy do tego samego uniwersum (Arrowverse). |    |                                            |                                                    |                                |                                            |                      |                   |
| 124 | 10 | Marathon                                   | Maraton                                            | Stefan Pleszczynski            | Sam Chalsen, Lauren Barnett                | 4 lutego 2020        | 17 listopada 2020 |
| Życie Iris jest zagrożone, kiedy „Central City Citizen” wypuszcza artykuł o niebezpiecznej organizacji. Tymczasem Barry stara się spełnić ostatnie życzenie Olivera. Gość specjalny: David Ramsey jako John Diggle Gościnnie: Victoria Park jako Kamilla Hwang; Kayla Compton jako Allegra Garcia; Eric Nenninger jako Joseph Carver; Emmie Nagata jako Kimiyo Hoshi/Dr. Light; William MacDonald jako Gene Huskk Nieobecny: Hartley Sawyer jako Ralph Dibny |    |                                            |                                                    |                                |                                            |                      |                   |
| 125 | 11 | Love is a Battlefield                      | Miłość to pole bitwy                               | Sudz Sutherland                | Kelly Wheeler, Jeff Hersh                  | 11 lutego 2020       | 18 listopada 2020 |
| Barry i Iris idą na specjalną, walentynkową kolację, jednak zostaje ona zakłócona przez Amunet Black. Tymczasem Frost stara się połączyć Allegrę z jej starą miłością. Gość specjalny: Kate Sackhoff jako Leslie Jocoy/Amunet Black. Gościnnie: Damion Poitier jako Goldface; Kayla Compton jako Allegra Garcia. Nieobecni: Carlos Valdes jako Cisco Ramon; Hartley Sawyer jako Ralph Dibny; Danielle Nicolet jako Cecille Horton. |    |                                            |                                                    |                                |                                            |                      |                   |
| 126 | 12 | A Girl Named Sue                           | Dziewczyna o imieniu Sue                           | Chris Peppe                    | Thomas Pound, Lauren Certo                 | 18 lutego 2020       | 19 listopada 2020 |
| Po miesiącach poszukiwań, Ralph w końcu odnajduje zaginioną Sue Dearbon. Dziewczyna nie chce jednak wracać do domu i zabiera Ralpha w szaloną podróż. Tymczasem Iris musi się zmierzyć z nowym wyzwaniem. Gościnnie: Natalie Dreyfuss jako Sue Dearbon; Alexa Barajas jako Ultraviolet Nieobecni: Danielle Panabaker jako Caitlin Snow; Carlos Valdes jako Cisco Ramon |    |                                            |                                                    |                                |                                            |                      |                   |
| 127 | 13 | Grodd Friended Me                          | Grodd to mój przyjaciel                            | Stefan Pleszczynski            | Kristen Kim, Joshua V. Gilbert             | 25 lutego 2020       | 20 listopada 2020 |
| Będąc przytłoczonym wszystkimi zmianami jakie wprowadził kryzys, Barry przeprowadza eksperyment, który nie idzie po jego myśli przez co ten zostaje postawiony bezpośrednie na drodze Grooda. Jednak Grodd prosi o pomoc, jednak dla ich nieszczęścia zjawia się Solovar, który nie jest przyjaźnie nastawiony. Tymczasem Iris i Eva chcą uciec z Mirrorverse. Gościnnie: Kayla Compton jako Allegra Garcia; Victoria Park jako Kamilla Hwang; Brandon McKnight jako Chester P. Runk; David Sobolov jako Grodd (głos); Keith Davis jako Solovar (głos); Andy Mientus jako Hartley Rathaway/Pied Piper Nieobecni: Carlos Valdes jako Cisco Ramon; Hartley Sawyer jako Ralph Dibny; Danielle Nicolet jako Cecille Horton |    |                                            |                                                    |                                |                                            |                      |                   |
| 128 | 14 | Death of the Speed Force                   | Śmierć Mocy Prędkości                              | Brent Crowell                  | Sam Chalsen, Emily Palizzi Gilbert         | 10 marca 2020        | 23 listopada 2020 |
| Wally powraca do Central City z nowymi sztuczkami. Wally zwierza się Barry'emu, że czuje, że coś jest nie tak z Speed Force. Tymczasem Cisco powraca ze swojej misji rozpoznawczej na Ziemi-Prime. Gość specjalny: Keiynan Lonsdale jako Wally West/Kid Flash Gościnnie: Victoria Park jako Kamilla Hwang; Michelle Harrison jako Speed Force; Vanessa Walsh jako Frida Novikov/Turtle-2 Nieobecny: Hartley Sawyer jako Ralph Dibny |    |                                            |                                                    |                                |                                            |                      |                   |
| 129 | 15 | The Exorcism of Nash Wells                 | Egzorcyzmy Nasha Wellsa                            | Eric Dean Seaton               | Lauren Barnett, Sterling Gates             | 17 marca 2020        | 24 listopada 2020 |
| Cisco stara się pomóc Nashowi, który od jakiegoś czasu ma wizje związane z innymi Wellsami. Tymczasem Flash musi stawić czoła nowemu meta-człowiekowi, Sunshine. Gościnnie: Natalie Sharp jako Millie Rawlins/Sunshine; Victoria Park jako lustrzana Kamilla Hwang; Patrick Sabongui jako lustrzany David Singh; Kayla Compton jako Maya; Briana Tedesco jako młoda Maya Nieobecny: Hartley Sawyer jako Ralph Dibny |    |                                            |                                                    |                                |                                            |                      |                   |
| 130 | 16 | So Long and Goodnight                      | Do zobaczenia i dobranoc                           | Alexandra La Roche             | Kristen Kim, Thomas Pound                  | 21 kwietnia 2020     | 25 listopada 2020 |
| Po tym gdy Czarna dziura zatrudnia Rag Dolla by zabił Joego, Singh zaleca przyjacielowi by poddał się programowi ochrony świadków. Joe jednak nie chce i zamierza kontynuować śledzenie Carvera. Tymczasem gdy Cisco i Ralph śledzą Carvera, natykają się na Sue. Gościnnie: Eric Nenninger jako Joseph Carver; Natalie Dreyfuss jako Sue Dearbon; Troy James jako Peter Merkel/Rag Doll; Patrick Sabongui jako lustrzany David Singh; Victoria Park jako lustrzana Kamilla Hwang; Kayla Compton jako Allegra Garcia; Natalie Sharp jako Millie Rawlins Nieobecna: Danielle Panabaker jako Caitlin Snow |    |                                            |                                                    |                                |                                            |                      |                   |
| 131 | 17 | Liberation                                 | Wyzwolenie                                         | Jonathan Butler, Gabriel Garza | Jeff Byrd                                  | 28 kwietnia 2020     | 26 listopada 2020 |
| Po ostatnich wydarzeniach Barry postanawia przyjrzeć się nieco bliżej Iris. Tymczasem prawdziwa Iris odkrywa plan Evy. Gościnnie: Victoria Park jako lustrzana Kamilla Hwang; Sendhil Ramamurthy jako Ramsey Rosso/Bloodwork; Patrick Sabongui jako lustrzany David Singh Nieobecny: Jesse L. Martin jako Joe West |    |                                            |                                                    |                                |                                            |                      |                   |
| 132 | 18 | Pay the Piper                              | Chodzi o zapłatę                                   | Amanda Tapping                 | Jess Carson                                | 5 maja 2020          | 27 listopada 2020 |
| Kiedy Goodspeed powraca, Barry zwraca się o pomoc do Hartleya Rathawaya. Sprawy się komplikują, gdy Barry odkrywa dlaczego znów są wrogami. Tymczasem Iris chce uciec z lustrzanego wymiaru. Gościnnie: Andy Mientus jako Hartley Rathaway/Pied Piper; Victoria Park jako Kamilla Hwang; Kayla Compton jako Allegra Garcia |    |                                            |                                                    |                                |                                            |                      |                   |
| 133 | 19 | Success is Assured                         | Sukces jest pewny                                  | Phil Chipera                   | Kelly Wheeler, Lauren Barnett              | 12 maja 2020         | 30 listopada 2020 |
| Barry rozważa ryzykowny plan by uwolnić Iris z lustrzanego wymiaru. Ralph chce powstrzymać Sue przed popełnieniem błędu, który może zrujnować jej życie. Gościnnie: Natalie Dreyfuss jako Sue Dearbon; Patrick Sabongui jako lustrzany David Singh; Victoria Park jako Kamilla Hwang; Kayla Compton jako Allegra Garcia; Eric Nenninger jako Joseph Carver; Natalie Sharp jako Sunshine; Alexa Barajas jako Ultraviolet; Emmie Nagata jako Dr. Light; Susan Walters jako Carla Tannhauser Nieobecny: Carlos Valdes jako Cisco Ramon |    |                                            |                                                    |                                |                                            |                      |                   |

## Sezon 7 (2021)
| 134 | 1  | All's Wells That Ends Wells | Wiele twarzy Wellsa              | Geoff Shotz        | Sam Chalsen, Lauren Certo                         | 2 marca 2021     | 19 maja 2023   |
| Prędkość Barry’ego niebezpiecznie spada, więc drużyna Flasha musi znaleźć rozwiązanie problemu, które może wymagać wielkiego poświęcenia.                                  |    |                             |                                  |                    |                                                   |                  |                |
| 135 | 2  | The Speed of Thought        | Superszybkie myślenie            | Alexandra La Roche | Jonathan Butler, Gabriel Garza                    | 9 marca 2021     | 22 maja 2023   |
| Barry zyskuje zdolność szybkiego myślenia, jednak jego nowa moc ma swoje minusy. Eva stawia czoła druzgocącej prawdzie.                                                    |    |                             |                                  |                    |                                                   |                  |                |
| 136 | 3  | Mother                      | Matka                            | David McWhirter    | Eric Wallace, Kristen Kim                         | 16 marca 2021    | 22 maja 2023   |
| Drużyna Flasha nie wie, co robić, gdy Eva rośnie w siłę. Stary znajomy udziela pilnej rady.                                                                                |    |                             |                                  |                    |                                                   |                  |                |
| 137 | 4  | Central City Strong         | Central City jest silne          | Jeff Byrd          | Kristen Kim, Joshua V. Gilbert, Jeff Hersh        | 23 marca 2021    | 23 maja 2023   |
| Podczas gdy drużyna Flasha pomaga odbudować Central City, do gry wkracza kolejny złoczyńca. Barry’emu i Iris nie jest łatwo wrócić do normalności.                         |    |                             |                                  |                    |                                                   |                  |                |
| 138 | 5  | Fear Me                     | Siła strachu                     | David McWhirter    | Thomas Pound, Lauren Barnett, Christina M. Walker | 30 marca 2021    | 23 maja 2023   |
| Nowy wróg zmienia najgorsze lęki drużyny w przerażające halucynacje. Killer Frost i Caitlin Snow mają chwilę dla siebie.                                                   |    |                             |                                  |                    |                                                   |                  |                |
| 139 | 6  | The One With The Nineties   | Ten w latach dziewięćdziesiątych | Jeff Byrd          | Kelly Wheeler, Emily Palizzi                      | 6 kwietnia 2021  | 24 maja 2023   |
| Chester i Cisco utykają w 1998 roku i przeżywają bez końca jeden z najgorszych dni Chestera. Podczas gdy Barry wraca do siebie, Iris i Speed Force nawiązują porozumienie. |    |                             |                                  |                    |                                                   |                  |                |
| 140 | 7  | Growing Pains               | Ból dorastania                   | Alexandra La Roche | Sam Chalsen, Jess Carson                          | 13 kwietnia 2021 | 24 maja 2023   |
| Frost zostaje wrobiona w brutalną napaść. W międzyczasie Chester dostaje pierwsze zadania zbadania miejsca przestępstwa. Barry i Iris mają gościa.                         |    |                             |                                  |                    |                                                   |                  |                |
| 141 | 8  | The People V. Killer Frost  | Ludzie kontra Killer Frost       | Sudz Sutherland    | Jonathan Butler, Gabriel Garza                    | 4 maja 2021      | 25 maja 2023   |
| W najważniejszym starciu w swoim życiu Frost postanawia załatwić sprawy po swojemu. Barry i Nora badają sprawę potencjalnego nowego metaczłowieka.                         |    |                             |                                  |                    |                                                   |                  |                |
| 142 | 9  | Timeless                    | Ponadczasowy                     | Menhaj Huda        | Kristen Kim, Joshua V. Gilbert                    | 11 maja 2021     | 25 maja 2023   |
| W obliczu bolesnej zdrady Barry zwraca się do starego przyjaciela o pomoc w wypełnieniu pilnej misji. Iris, Allegra i Kamilla podążają tropem podejrzanego.                |    |                             |                                  |                    |                                                   |                  |                |
| 143 | 10 | Family Matters, Part 1      | Rodzina jest ważna: część 1      | Philip Chipera     | Lauren Barnett, Emily Palizzi                     | 18 maja 2021     | 26 maja 2023   |
| Iris próbuje odkryć motywację Psycha. Barry zgadza się szkolić Alexę z nadzieją, że uda mu się zapobiec nadchodzącemu zagrożeniu. Cisco rozważa przeprowadzkę.             |    |                             |                                  |                    |                                                   |                  |                |
| 144 | 11 | Family Matters, Part 2      | Rodzina jest ważna: część 2      | Chad Lowe          | Jonathan Butler, Gabriel Garza, Thomas Pound      | 25 maja 2021     | 26 maja 2023   |
| Barry i Iris poprzysięgają ukryć Bashira i Alexę przed żądną zemsty Norą. Central City zagraża potężna burza.                                                              |    |                             |                                  |                    |                                                   |                  |                |
| 145 | 12 | Good-Bye Vibrations         | Pożegnalne wibracje              | Philip Chipera     | Kelly Wheeler, Jeff Hersh                         | 8 czerwca 2021   | 29 maja 2023   |
| Cisco i Kamilla przekazują drużynie ważne wieści — tylko czemu nikt się nie przejmuje? Tymczasem zjawia się nowy metaczłowiek, którego ofiary wpadają w chwilową euforię.  |    |                             |                                  |                    |                                                   |                  |                |
| 146 | 13 | Masquerade                  | Maskarada                        | Rachel Talalay     | Sam Chalsen, Christina M. Walker                  | 15 czerwca 2021  | 29 maja 2023   |
| Cecile próbuje uciec z mentalnego więzienia. Chester zastępuje Cisco, ale pojawiają się problemy. W międzyczasie drużyna Flasha planuje skok.                              |    |                             |                                  |                    |                                                   |                  |                |
| 147 | 14 | Rayo de Luz                 | Rayo de luz                      | Danielle Panabaker | Jess Carson, Jonathan Butler, Gabriel Garza       | 22 czerwca 2021  | 30 maja 2023   |
| Podczas gdy Allegra usiłuje zreformować niebezpieczną kuzynkę, Barry i Iris biorą wolne. Joe gmera w przeszłości Kristen Kramer.                                           |    |                             |                                  |                    |                                                   |                  |                |
| 148 | 15 | Enemy at the Gates          | Wróg u bram                      | Geoff Shotz        | Joshua V. Gilbert, Thomas Pound                   | 29 czerwca 2021  | 30 maja 2023   |
| Właśnie wtedy, gdy Barry myśli, że ma powód do radości, uderza gang Godspeedów. Caitlin przesłuchuje Ultraviolet, a Frost nie jest pewna, czy może ufać Chillblaine’owi.   |    |                             |                                  |                    |                                                   |                  |                |
| 149 | 16 | P.O.W.                      | Jeniec                           | Marcus Stokes      | Kristen Kim, Dan Fisk                             | 6 lipca 2021     | 31 maja 2023   |
| Barry boi się, że wojna domowa z Godspeedami zagrozi jego rodzinie. Drużyna Flash otrzymuje niezbędną pomoc. Joe i Kramer ścierają się z jej dawnym znajomym Creykiem.     |    |                             |                                  |                    |                                                   |                  |                |
| 150 | 17 | Heart of the Matter, Part 1 | Kwestia Hearta: część 1          | Eric Dean Seaton   | Eric Wallace, Lauren Barnett                      | 13 lipca 2021    | 31 maja 2023   |
| Poznajemy przyszłe dzieci Barry’ego i Iris: XS i Barta. Tymczasem wojna z Godspeedami zbiera coraz większe żniwa. Allegra ukrywa przed wszystkimi swój problem.            |    |                             |                                  |                    |                                                   |                  |                |
| 151 | 18 | Heart of the Matter, Part 2 | Kwestia Hearta: część 2          | Marcus Stokes      | Eric Wallace, Kelly Wheeler                       | 20 lipca 2021    | 1 czerwca 2023 |
| Rozpaczliwie usiłując pokonać Godspeeda i położyć kres wojnie sprinterów, Barry wzywa do walki przyjaciół i rodzinę.                                                       |    |                             |                                  |                    |                                                   |                  |                |

## Sezon 8 (2021–2022)
| 152 | 1  | Armageddon, Part 1                    | Armagedon: część 1                    | Eric Dean Seaton    | Eric Wallace                               | 16 listopada 2021 | 1 czerwca 2023  |
| Gang Royal Flush powraca w groźnych okolicznościach. Barry i Iris mają nieoczekiwanego gościa. Allegra ma trudności z zaakceptowaniem dużego awansu.                  |    |                                       |                                       |                     |                                            |                   |                 |
| 153 | 2  | Armageddon, Part 2                    | Armagedon: część 2                    | Menhaj Huda         | Jonathan Butler, Gabriel Garza             | 23 listopada 2021 | 2 czerwca 2023  |
| Despero daje Flashowi szansę zmiany przeznaczenia, lecz bacznie go obserwuje. Meta-kobieta z nadprzyrodzonymi zdolnościami miesza w głowach mieszkańcom Central City. |    |                                       |                                       |                     |                                            |                   |                 |
| 154 | 3  | Armageddon, Part 3                    | Armagedon: część 3                    | Chris Peppe         | Sam Chalsen                                | 30 listopada 2021 | 2 czerwca 2023  |
| Barry czuje, że traci panowanie nad sobą, więc prosi Jeffersona, aby odebrał mu moce. Iris dzieli się szokującym filmem z Cecile, która nie wierzy własnym oczom.     |    |                                       |                                       |                     |                                            |                   |                 |
| 155 | 4  | Armageddon, Part 4                    | Armagedon: część 4                    | Chad Lowe           | Lauren Barnett                             | 7 grudnia 2021    | 5 czerwca 2023  |
| Dziesięć lat później Barry jest zszokowany, gdy odkrywa skalę potwornego planu Eobarda Thawne’a. Następnie Barry łączy siły z zaprzysięgłym wrogiem.                  |    |                                       |                                       |                     |                                            |                   |                 |
| 156 | 5  | Armageddon, Part 5                    | Armagedon: część 5                    | Menhaj Huda         | Kristen Kim                                | 14 grudnia 2021   | 5 czerwca 2023  |
| Barry i Iris zmagają się z myślą, czy nie skończyć raz na zawsze wiecznej batalii z Anty-Flashem. Niestety nie obejdzie się bez konsekwencji.                         |    |                                       |                                       |                     |                                            |                   |                 |
| 157 | 6  | Impulsive Excessive Disorder          | Wcześniej                             | David McWhirter     | Thomas Pound                               | 9 marca 2022      | 6 czerwca 2023  |
| Po powrocie do 2049 roku Bart i Nora odkrywają, że w chronologii zaszły zmiany. Aby ją naprawić, muszą pracować wstecz.                                               |    |                                       |                                       |                     |                                            |                   |                 |
| 158 | 7  | Lockdown                              | W zamknięciu                          | Stefan Pleszczynski | Christina M. Walker                        | 16 marca 2022     | 6 czerwca 2023  |
| Barry i Kramer muszą nauczyć się sobie ufać, gdy rabuś z obsesją na punkcie złota napada na komisariat policji w Central City.                                        |    |                                       |                                       |                     |                                            |                   |                 |
| 159 | 8  | The Fire Next Time                    | Ogień następnym razem                 | David McWhirter     | Joshua V. Gilbert                          | 23 marca 2022     | 7 czerwca 2023  |
| Gdy świadek wskazuje meta-człowieka jako sprawcę morderstwa, sprawa wygląda na przesądzoną — ale Barry ma wątpliwości. Iris składa Allegrze nietypową propozycję.     |    |                                       |                                       |                     |                                            |                   |                 |
| 160 | 9  | Phantoms                              | Upiory                                | Stefan Pleszczynski | Jeff Hersh                                 | 30 marca 2022     | 7 czerwca 2023  |
| Iris wyrusza do Coast City, aby zbadać sprawę metaczłowieka, który przechodzi przez ściany. Chestera dręczy tajemnicza siła.                                          |    |                                       |                                       |                     |                                            |                   |                 |
| 161 | 10 | Reckless                              | Ryzykantka                            | Kellie Cyrus        | Jess Carson                                | 6 kwietnia 2022   | 8 czerwca 2023  |
| Frost ma plan, by schwytać Black Flame’a — ale Barry’emu i Caitlin się to nie podoba. Nie mogąc wyjechać z Coast City, Iris próbuje pomóc Tinyi odnaleźć matkę.       |    |                                       |                                       |                     |                                            |                   |                 |
| 162 | 11 | Resurrection                          | Wskrzeszenie                          | Greg Beeman         | Emily Palizzi                              | 13 kwietnia 2022  | 8 czerwca 2023  |
| Gdy Black Flame próbuje skontaktować się z Caitlin, Barry i pozostali członkowie ekipy Flasha starają się dowiedzieć, o co jej tak naprawdę chodzi.                   |    |                                       |                                       |                     |                                            |                   |                 |
| 163 | 12 | Death Rises                           | Śmierć przybywa                       | Philip Chipera      | Alex Boyd, Arielle McAlpin, Dan Fisk       | 27 kwietnia 2022  | 9 czerwca 2023  |
| Gdy ekipa skupia się na Caitlin, Barry, Joe i Kramer wyruszają, aby powstrzymać śmiertelnie niebezpiecznego meta-człowieka terroryzującego Central City.              |    |                                       |                                       |                     |                                            |                   |                 |
| 164 | 13 | Death Falls                           | Śmierć upada                          | Chris Peppe         | Sam Chalsen, Joshua V. Gilbert             | 4 maja 2022       | 9 czerwca 2023  |
| Praktycznie wszyscy członkowie ekipy Flasha są atakowani. Frost postanawia zakończyć ból Caitlin, przyjmując tożsamość Anty-Deathstorm.                               |    |                                       |                                       |                     |                                            |                   |                 |
| 165 | 14 | Funeral for a Friend                  | Pogrzeb bliskiej osoby                | Vanessa Parise      | Jonathan Butler, Gabriel Garza, Jeff Hersh | 11 maja 2022      | 12 czerwca 2023 |
| Wstrząśnięci ogromną stratą członkowie ekipy Flasha próbują odkryć sposób ochronienia mieszkańców Central City przed nowym zagrożeniem.                               |    |                                       |                                       |                     |                                            |                   |                 |
| 166 | 15 | Into the Still Force                  | Do siły bezruchu                      | Eric Wallace        | Lauren Barnett, Christina M. Walker        | 18 maja 2022      | 12 czerwca 2023 |
| Ekipa Flasha wkracza do akcji, gdy Iris znika. Tymczasem Caitlin nie rezygnuje z Frosta.                                                                              |    |                                       |                                       |                     |                                            |                   |                 |
| 167 | 16 | The Curious Case of Bartholomew Allen | Ciekawy przypadek Bartholomewa Allena | Caity Lotz          | Thomas Pound, Jess Carson                  | 25 maja 2022      | 13 czerwca 2023 |
| Badając sprawę kradzieży potężnego urządzenia, Barry zostaje trafiony wiązką promieniowania gamma, które wszystko przyspiesza — w niepożądany sposób.                 |    |                                       |                                       |                     |                                            |                   |                 |
| 168 | 17 | Keep It Dark                          | Pozostając w cieniu                   | Danielle Panabaker  | Kristen Kim, Emily Palizzi                 | 8 czerwca 2022    | 13 czerwca 2023 |
| Barry i Chester odkrywają potencjalnego nowego speedstera w Central City. Allegra bada niebezpieczny temat, który stawia przyjaciółkę w niebezpieczeństwie.           |    |                                       |                                       |                     |                                            |                   |                 |
| 169 | 18 | The Man in the Yellow Tie             | Mężczyzna w żółtym krawacie           | Marcus Stokes       | Sam Chalsen                                | 15 czerwca 2022   | 14 czerwca 2023 |
| Barry kontynuuje szkolenie nowego, niestabilnego speedstera, a Cecile wykazuje podwyższony poziom mocy. Tymczasem powraca podstępny wróg.                             |    |                                       |                                       |                     |                                            |                   |                 |
| 170 | 19 | Negative, Part One                    | Moce przeciwne: część 1               | Jeff Byrd           | Jonathan Butler, Gabriel Garza             | 22 czerwca 2022   | 14 czerwca 2023 |
| Barry i ekipa Flasha przygotowują się do starcia z potężnymi mrocznymi siłami. Tymczasem Iris odkrywa przyczynę swojej choroby.                                       |    |                                       |                                       |                     |                                            |                   |                 |
| 171 | 20 | Negative, Part Two                    | Moce przeciwne: część 2               | Marcus Stokes       | Eric Wallace                               | 29 czerwca 2022   | 15 czerwca 2023 |
| Pewien szokujący powrót doprowadza Barry’ego do wściekłości i rozpaczy. Zespół Flash łączy siły, by uratować kogoś ze swojego grona.                                  |    |                                       |                                       |                     |                                            |                   |                 |

## Sezon 9 (2023)
| N/o | #  | Tytuł                                   | Polski tytuł                            | Reżyseria           | Scenariusz                                    | Premiera (The CW) | Premiera w Polsce                             |
| --- | -- | --------------------------------------- | --------------------------------------- | ------------------- | --------------------------------------------- | ----------------- | --------------------------------------------- |
| 172 | 1  | Wednesday Ever After                    | Wieczna środa                           | Vanessa Parise      | Thomas Pound, Sarah Tarkoff, Eric Wallace     | 8 lutego 2023     | 1 września 2024 (N) 7 września 2024 (AXN)     |
| 173 | 2  | Hear No Evil                            | Nie słyszeć zła                         | Eric Wallace        | Jonathan Butler, Kristen Kim                  | 15 lutego 2023    | 1 września 2024 (N) 7 września 2024 (AXN)     |
| 174 | 3  | Rogues of War                           | Złoczyńcy na wojnie                     | Brenton Spencer     | Jeff Hersh, Jess Carson, Sam Chalsen          | 22 lutego 2023    | 1 września 2024 (N) 14 września 2024 (AXN)    |
| 175 | 4  | The Mask of the Red Death, Part 1       | Maska Czerwonej Śmierci: część 1        | Menhaj Huda         | Joshua V. Gilbert, Emily Palizzi              | 1 marca 2023      | 1 września 2024 (N) 14 września 2024 (AXN)    |
| 176 | 5  | The Mask of the Red Death, Part 2       | Maska Czerwonej Śmierci: część 2        | Rachel Talalay      | Dan Fisk, Jonathan Butler                     | 8 marca 2023      | 1 września 2024 (N) 14 września 2024 (AXN)    |
| 177 | 6  | The Good, the Bad and the Lucky         | Dobrzy, źli i szczęściarze              | Chad Lowe           | Thomas Pound, Jess Carson                     | 15 marca 2023     | 1 września 2024 (N) 21 września 2024 (AXN)    |
| 178 | 7  | Wildest Dreams                          | Najdziwniejsze sny                      | Jesse Warn          | Kristen Kim, Jeff Hersh                       | 29 marca 2023     | 1 września 2024 (N) 21 września 2024 (AXN)    |
| 179 | 8  | Partners in Time                        | Kwestia czasu                           | Ed Fraiman          | Sarah Tarkoff, Joshua V. Gilbert, Sam Chalsen | 5 kwietnia 2023   | 1 września 2024 (N) 21 września 2024 (AXN)    |
| 180 | 9  | It's My Party and I'll Die If I Want To | To moja impreza i jeśli zechcę, to umrę | Danielle Panabaker  | Sam Chalsen, Emily Palizzi                    | 29 kwietnia 2023  | 1 września 2024 (N) 28 września 2024 (AXN)    |
| 181 | 10 | A New World, Part One: Reunions         | Nowy świat: część pierwsza: spotkania   | Eric Wallace        | Eric Wallace, Thomas Pound                    | 3 maja 2023       | 1 września 2024 (N) 28 września 2024 (AXN)    |
| 182 | 11 | A New World, Part Two: The Blues        | Nowy świat: część druga: blues          | Kayla Compton       | Kristen Kim, Lauren Fields                    | 10 maja 2023      | 1 września 2024 (N) 28 września 2024 (AXN)    |
| 183 | 12 | A New World, Part Three: Changes        | Nowy świat: część trzecia: zmiany       | Stefan Pleszczynski | Jonathan Butler, Sarah Tarkoff                | 17 maja 2023      | 1 września 2024 (N) 5 października 2024 (AXN) |
| 184 | 13 | A New World, Part Four: Finale          | Nowy świat: część czwarta: finał        | Vanessa Parise      | Eric Wallace, Sam Chalsen                     | 24 maja 2023      | 1 września 2024 (N) 5 października 2024 (AXN) |